# Star Wars: Niềm hi vọng mới
Chiến tranh giữa các vì sao: Tập 4 – Niềm hi vọng mới (tựa gốc tiếng Anh ban đầu: Star Wars, sau này được đổi tựa đề là Star Wars: Episode IV – A New Hope) là phim điện ảnh sử thi không gian của Mỹ công chiếu năm 1977 do George Lucas làm đạo diễn kiêm biên kịch. Đây là bộ phim đầu tiên trong bộ ba tác phẩm gốc và là bộ phim đầu tiên của nhượng quyền Star Wars. Bộ phim quy tụ dàn diễn viên bao gồm Mark Hamill, Harrison Ford, Carrie Fisher, Peter Cushing, Alec Guinness, David Prowse, James Earl Jones, Anthony Daniels, Kenny Baker và Peter Mayhew. Cốt truyện của phim xoay quanh Liên minh Nổi dậy do Công chúa Leia (Fisher) lãnh đạo và nỗ lực của họ nhằm tiêu diệt siêu vũ khí của Đế chế Thiên hà, Ngôi sao Tử thần. Cuộc chiến này làm gián đoạn cuộc sống cô lập của một cậu nông dân tên là Luke Skywalker (Hamill) - người đã vô tình mua được hai con droid có chứa bản thiết kế bị đánh cắp của Ngôi sao Tử thần. Trong lúc Đế chế phát động một cuộc tìm kiếm những con droid bị mất tích, Luke tìm tới Bậc thầy Jedi Obi-Wan Kenobi (Guinness) và tham gia vào sứ mệnh đưa bản kế hoạch cho Liên minh Nổi dậy và giải cứu Công chúa Leia khỏi nhà tù của Đế chế.
Niềm hi vọng mới được phát hành tại các rạp chiếu ở Mỹ vào ngày 25 tháng 5 năm 1977. Bộ phim đã thu về được 461 triệu USD tại nội địa và 314 triệu USD ở thị trường quốc tế, nâng tổng mức doanh thu toàn cầu lên đến 775 triệu USD. Tác phẩm vượt qua Jaws (1975) để trở thành phim điện ảnh có doanh thu cao nhất mọi thời đại trước thời điểm E.T. the Extra-Terrestrial (1982) ra rạp. Nếu điều chỉnh do lạm phát, Star Wars sẽ là bộ phim có doanh thu cao đứng thứ hai ở Bắc Mỹ, và cao đứng thứ ba trên toàn thế giới. Tác phẩm đã nhận được 10 đề cử Oscar (bao gồm cả hạng mục Phim hay nhất) và chiến thắng 7 giải). Đây là một trong những bộ phim đầu tiên được đánh giá bởi Viện lưu trữ phim quốc gia của Thư viện Quốc hội Hoa Kỳ là bộ phim có tính "văn hoá, lịch sử hoặc có ý nghĩa về mặt thẩm mỹ". Vào thời điểm đó, đây là bộ phim mới nhất trong viện lưu trữ và là bộ phim duy nhất được chọn từ những năm 1970. Năm 2005, Viện phim Anh đã đưa nó vào danh sách 50 bộ phim bạn nên xem vào năm 14 tuổi. Nhạc phim đã được bổ sung vào Cục Đăng ký Ghi âm Quốc gia Hoa Kỳ vào năm 2004. Ngày nay, Star Wars được coi là một trong những bộ phim quan trọng nhất trong lịch sử điện ảnh. Bộ phim đã sinh ra một ngành công nghiệp với các sản phẩm ăn theo, bao gồm các bộ phim spin-off truyền hình, tiểu thuyết, truyện tranh và trò chơi điện tử kể cả hàng hóa bao gồm đồ chơi, trò chơi và quần áo.
Sự thành công của bộ phim này đã kéo theo hai phần phim tiếp theo thành công về mặt thương mại, The Empire Strikes Back (1980) và Return of the Jedi (1983). Star Wars đã được phát hành lại nhiều lần theo ý nguyện của Lucas, cùng với nhiều chỉnh sửa bao gồm các hiệu ứng máy tính CGI, các lời thoại bị thay đổi, hiệu chỉnh lại ảnh, trộn lại bản nhạc và thêm cảnh. Bộ ba tác phẩm tiền truyện được phát hành bắt đầu với bộ phim The Phantom Menace vào năm 1999, tiếp tục với bộ phim Attack of The Clones vào năm 2002 và kết thúc với Revenge of the Sith năm 2005. Bộ ba phần sequel được bắt đầu với bộ phim Star Wars: Thần lực thức tỉnh vào năm 2015 và tiếp tục với Star Wars: Jedi cuối cùng được phát hành vào tháng 12 năm 2017. Một bộ phim spin-off đặt trước phần phim gốc, Rogue One, được phát hành vào năm 2016. Bộ phim spinoff tiền truyện có tiêu đề Solo, tập trung vào nhân vật Han Solo, được phát hành vào năm 2018.

## Nội dung
Thiên hà đang ở giữa một cuộc nội chiến. Các điệp viên của Liên minh Nổi dậy đã lấy cắp được bản thiết kế siêu vũ khí có tên Ngôi sao Tử thần từ tay Đế chế Thiên hà, một trạm không gian có khả năng phá hủy toàn bộ một hành tinh. Lãnh đạo quân nổi dậy, Công chúa Leia, giữ trong tay bản kế hoạch, nhưng con tàu của cô bị chặn lại bởi Đế chế dưới quyền chỉ huy của Chúa tể Sith tàn nhẫn, Darth Vader. Trước khi cô bị bắt, Leia kịp giấu bản kế hoạch trong bộ nhớ của một droid, R2-D2, cùng với một đoạn băng ghi hình ba chiều. R2-D2 chạy trốn đến hành tinh sa mạc Tatooine cùng với C-3PO, một con droid giao thức.
Chúng bị bắt bởi người Jawa, và bị bán cho hai người nông dân ẩm tên Owen và Beru Lars, và cháu trai của họ là Luke Skywalker. Trong khi đang lau chùi R2-D2, Luke vô tình kích hoạt một phần thông điệp từ Leia, trong đó, cô khẩn cầu sự trợ giúp từ Obi-Wan Kenobi. Sáng hôm sau, Luke thấy R2-D2 mất tích, và gặp Ben Kenobi, một ẩn sĩ già ở ẩn trên đồi. Ông lúc này cũng tiết lộ mình chính là Obi-Wan. Obi-Wan kể với Luke rằng ông đã từng là một Hiệp sĩ Jedi trong quá khứ, những người bảo vệ hòa bình cho Nền Cộng hòa Thiên hà với sức mạnh siêu nhiên có nguồn gốc từ một năng lượng thần bí gọi là Thần lực, tất cả đều bị Đế chế xóa sổ. Trái với câu chuyện từ người chú, Luke được biết cha anh đã chiến đấu cùng với Obi-Wan với tư cách là một Hiệp sĩ Jedi. Obi-Wan nói với Luke rằng Vader từng là đệ tử của ông, nhưng hắn đã bị mặt tối của Thần lực lôi kéo và sát hại cha của Luke. Obi-Wan sau đó tặng Luke vũ khí từng thuộc về cha anh - một thanh gươm ánh sáng.
Obi-Wan xem thông điệp của Leia, cô khẩn thiết cần ông đưa bản kế hoạch này đến hành tinh Alderaan an toàn, vì đây có thể là cơ may duy nhất để đánh bại Đế Chế. Obi-Wan ngỏ lời mời Luke đi cùng ông đến Alderaan và học hỏi cách thức của Thần lực. Luke từ chối, nhưng thay đổi suy nghĩ của anh sau khi phát hiện ra rằng lính stormtrooper của Đế chế đã phá hủy trang trại, thiêu sống dì và chú của Luke. Obi-Wan và Luke đến Mos Eisley, nơi họ gặp một kẻ buôn lậu tên Han Solo và người bạn Wookiee đồng hành Chewbacca tại Cantina. Han đồng ý đưa họ đến Alderaan trên con tàu Millennium Falcon.
Khi tàu Falcon đến Alderaan, cả nhóm phát hiện ra rằng hành tinh này đã bị phá hủy bởi siêu la-de của Ngôi sao Tử thần theo lệnh của sĩ quan chỉ huy, Grand Moff Tarkin, như một màn biểu trưng sức mạnh của trạm. Chiếc Falcon bị bắt bởi chùm máy kéo của Ngôi sao Tử thần. Trong khi Obi-Wan vô hiệu hóa các chùm máy kéo, Luke phát hiện ra rằng Leia đang bị cầm tù trên trạm, với sự giúp đỡ của Han và Chewbacca, Luke cứu được cô. Cả nhóm quay trở lại chiếc Falcon. Obi-Wan chiến đấu với Vader. Để đảm bảo nhóm của Luke sống sót, Obi-Wan hi sinh thân mình dưới bàn tay của Darth Vader. Tàu Falcon trốn thoát khỏi Ngôi sao Tử thần, vô tình mang theo một máy theo dõi, mà Đế chế dùng đề lần đến căn cứ bí mật của quân nổi dậy trên mặt trăng Yavin IV.
Quân nổi dậy phân tích thiết kế của Ngôi sao Tử thần và xác định một cổng xả dễ bị tổn thương kết nối trực tiếp với lò phản ứng chính của trạm, và do đó nó có thể bị phá hủy thông qua một phản ứng dây chuyền. Luke gia nhập phi đội của quân Nổi dậy, trong khi Han lấy tiền công và dự định rời đi, mặc dù Luke khuyên anh ta nên ở lại và giúp đỡ. Trong trận chiến kế tiếp, quân Nổi dậy bị tổn thất nặng nề sau các cuộc tấn công liên tiếp không thành. Luke trở thành một trong số ít phi công còn sống sót. Vader dẫn đầu một phi đội TIE và tấn công tàu bay của Luke. Han quay trở lại kịp thời và hỗ trợ Luke đánh lạc hướng Vader. Được dẫn dắt bởi linh hồn của Obi-Wan, Luke sử dụng Thần lực để tiêu diệt Ngôi sao Tử thần vài giây trước khi nó có thể khai hỏa vào căn cứ quân Nổi dậy. Quay lại Yavin IV, Leia trao huân chương vinh dự cho Luke và Han vì những hành động anh hùng của họ.

## Diễn viên
- Mark Hamill vai Luke Skywalker: một chàng trai trẻ sống ở Tatooine với cô và chú của mình, cậu ước mơ được rời khỏi quê nhà và học cách để trở thành một Jedi.

Lucas thích tuyển diễn viên trẻ thiếu kinh nghiệm. Để hóa thân vào Luke (lúc này đang được đặt tên là Luke Starkiller), Lucas tìm kiếm các diễn viên có khả năng bộc lộ trí thông minh và sự chính trực. Trong khi đọc lời thoại, Hamill thấy nó quá đỗi kỳ quặc do các khái niệm trong kịch bản bị gắn chặt trong vũ trụ của bộ phim này. Hamill đã chọn cách đơn giản là đọc nó một cách chân thành nhất, và anh đã được chọn thay vì William Katt, người sau đó đã tham gia bộ phim của Brian De Palma - Carrie (Lucas đã dự một buổi họp chung với De Palma, một người bạn lâu năm).
- Carrie Fisher vai Leia Organa: một thành viên của Nghị viện Đế chế và người lãnh đạo bí mật của quân Nổi dậy.

Nhiều nữ diễn viên trẻ của Hollywood đã thử vai cho nhân vật Leia, bao gồm Amy Irving, Terri Nunn (ca sĩ), Cindy Williams, Karen Allen, và Jodie Foster. Foster đã bỏ vai diễn do cô đã có hợp đồng với Disney và cô đang quá bận với hai bộ phim khác. Carrie Fisher được tuyển vai với điều kiện cô phải giảm 10 pound cho vai diễn.
- Harrison Ford vai Han Solo: một tên buôn lậu được thuê bởi Luke và Obi-Wan để đưa họ đến hành tinh Alderaan trên con tàu của hắn, Millenium Falcon, cùng với người bạn Chewbacca.

Lucas đã định từ chối Ford khỏi vai diễn do ông muốn một "gương mặt mới", Ford đã từng làm việc với Lucas trong bộ phim American Graffiti. Lucas, thay vào đó, muốn nam diễn viên hỗ trợ các ứng cử viên trong việc giải thích các khái niệm và câu chuyện của kịch bản phim. Lucas sau khi thấy ấn tượng với sự thể hiện của Ford, ông đã tuyển anh vào vai thay vì Kurt Russell, Nick Nolte, Sylvester Stallone, Bill Murray,, Christopher Walken, Burt Reynolds, Jack Nicholson, Al Pacino, Steve Martin, Chevy Chase, Billy Dee Williams (diễn viên sau này đóng Lando Calrissian trong hai phần phim tiếp theo), và Perry King (người sau này đã đóng Han Solo trên đài).
- Alec Guinness vai Obi-Wan Kenobi: một sư phụ Jedi đã có tuổi và người thầy cũ của Darth Vader giới thiệu Luke với Thần lực.

Ý định của Lucas về việc tuyển diễn viên "mới lạ" của ông không được tán thành bởi bạn của ông, Francis Ford Coppola và trường quay. Lucas cần một diễn viên có tên tuổi để đóng một nhân vật quan trọng như Obi-Wan. Nhà sản xuất Gary Kurtz phát biểu rằng, "Vai diễn của Alec Guinness yêu cầu một sự ổn định và trang trọng nhất định... điều này có nghĩa là chúng tôi cần một nam diễn viên rất, rất mạnh mẽ để đóng vai đó". Trước khi Alec Guiness được tuyển chọn, nam diễn viên Toshiro Mifune được đề xuất cho vào vai. Theo con gái của Mifune, Mika Kitagawa, cha cô đã từ chối lời đề nghị của Lucas cho Kenobi và Darth Vader bởi vì "ông lo lắng cách nhìn của bộ phim và nó có thể sẽ làm giảm giá trị hình ảnh samurai... Vào lúc đó, phim khoa học viễn tưởng vẫn còn khá rẻ mạt vì hiệu ứng hình ảnh chưa tiên tiến và ông là một người có niềm kiêu hãnh của samurai." Alec là một trong số ít người tin rằng Star Wars sẽ thành công; ông đã thương lượng với George Lucas để lấy 2% 1/5 phí nhượng quyền của bộ phim, và hợp đồng đó đã cho ông một khoản tiền khá giàu có. Ông đã đồng ý vào vai nhưng với điều kiện là sẽ không xuất hiện trong các chiến dịch quảng bá cho bộ phim. Lucas khen ngợi về công lao của ông trong việc động viên truyền cảm hứng cho đoàn làm phim, nói rằng ông là nhân tố quan trọng trong việc hoàn thành bộ phim. Harrison Ford nói "Điều này, đối với tôi, rất hấp dẫn khi xem Alec Guinness. Ông ấy luôn luôn chuẩn bị, luôn luôn chuyên nghiệp, luôn luôn tốt bụng đối với các diễn viên khác. Ông ấy có một cái nhìn rất rõ ràng về cách phục để vụ câu chuyện."
- Peter Cushing vai Grand Moff Tarkin: Thống đốc của vùng vành đai ngoài của Đế Chế và chỉ huy của Ngôi sao Tử Thần.

Lucas từng có ý tưởng đưa Cushing vào vai Obi-Wan, nhưng do "các đặc điểm đặc biệt" của Cushing khiến Lucas nghĩ đến việc cho ông vào vai Tarkin. Lucas đã khen ngợi diễn xuất của Cushing, nói rằng "Anh ấy là một diễn viên giỏi, được yêu mến và ngưỡng mộ bởi những người trẻ tuổi và những người đi xem một bộ phim nào đó, tôi cảm thấy anh ấy sẽ được ghi nhớ mãi mãi, ít nhất là 350 năm tiếp theo." Cushing, bình luận về vai diễn của anh, đã nói đùa: "Tôi thường tự hỏi 'Grand Moff' có nghĩa là gì, nghe như là thứ gì đó bay ra khỏi cái tủ đựng chén."

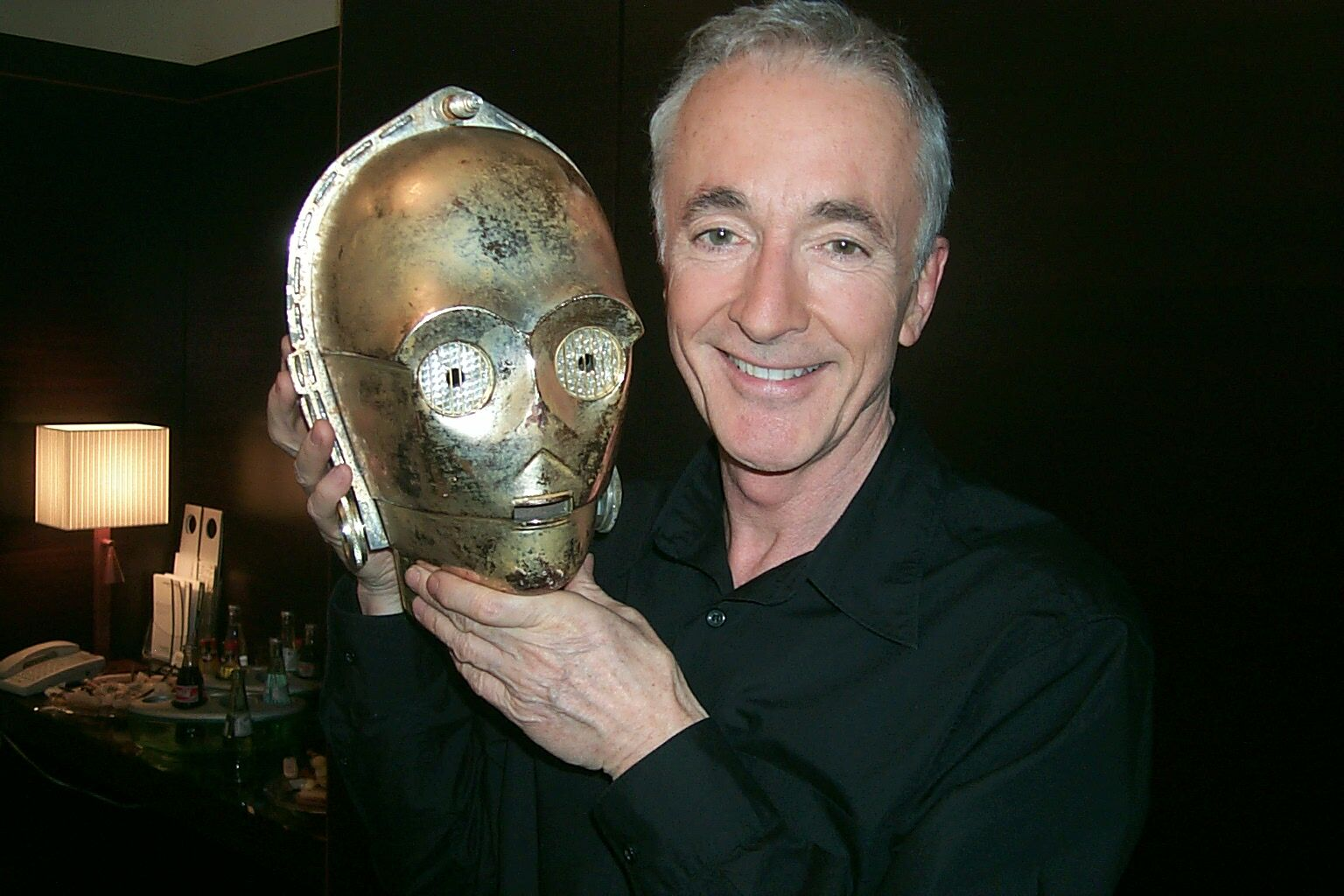
Anthony Daniels (năm 2005) đã bị thuyết phục để hóa vai C-3PO sau khi nhìn thấy tranh khái niệm của nhân vật.

- Anthony Daniels vai C-3PO: Một droid giao thức có khả năng nói thông thạo hơn 6 triệu ngôn ngữ.

Daniels đã tham gia thử vai và được chọn vào vai C-3PO; nói rằng anh đã muốn vào vai diễn sau khi nhìn thấy bản vẽ của nhân vật từ Ralph McQuarrie. Ban đầu, Lucas đã không có ý định sử dụng giọng của Daniels cho C-3PO. Ba mươi bài diễn thuyết của diễn viên lồng tiếng đã được đọc cho tiếng nói của droid. Theo Daniels, một trong những diễn viên lồng tiếng, được tin bởi một số nguồn chính là Stan Freberg, đã khuyến khích giọng nói của Daniels cho vai diễn.
- Kenny Baker vai R2-D2: Một droid không gian mang theo bản thiết kế Ngôi sao Tử Thần và lời nhắn bí mật của Leia cho Obi-Wan.

Trong khi Lucas đang quay phim ở London, nơi diễn ra các cuộc tuyển vai thêm, Baker, biểu diễn một vở hài kịch với đồng nghiệp Jack Purvis, đã nhận được tin rằng đoàn làm phim đang tìm kiếm một người nhỏ để lọt được vào mô hình của R2; Baker, cao 3 foot 8 inch (1,12 m), đã được tuyển ngay sau khi gặp George Lucas. Anh ấy nói, "Ông ấy nhìn thấy tôi đi vào và nói 'Anh ấy sẽ làm được' vì tôi là người nhỏ nhất mà họ nhìn thấy lúc đó." Anh lần đầu từ chối vai diễn này ba lần, do dự khi xuất hiện trong một bộ phim, nơi mà khuôn mặt của anh sẽ không được trình chiếu và hy vọng sẽ tiếp tục thành công của bộ phim hài của anh, gần đây đã bắt đầu được truyền hình. Những tiếng bíp và tiếng rít độc đáo của R2-D2 được tạo ra bởi Ben Burtt và Lucas bắt chước "tiếng ồn của em bé", thu âm những tiếng nói này khi chúng được nghe trên máy liên lạc và tạo ra sự pha trộn cuối cùng bằng cách sử dụng Synthesizer.
- David Prowse vai Darth Vader (Lồng tiếng bởi James Earl Jones): Một Chúa tể Sith, đứng thứ hai trong quân đội Đế Chế.

Lucas ban đầu dự định cho Orson Welles lồng tiếng Vader (sau khi bỏ qua việc sử dụng giọng của Prowse vì chất giọng West Country Anh của anh, khiến cho đoàn làm phim đặt tên anh là "Darth Farmer"). Sau khi quyết định rằng tiếng nói của Welles có thể là quá dễ nhận biết, ông đã tuyển giọng của James Earl Jones ít được biết đến hơn.
- Peter Mayhew vai Chewbacca: Một Wookie đã 200 tuổi, bạn đồng hành của Han Solo.

Mayhew nhận được cuộc gọi gặp mặt với đoàn làm phim "Star Wars" khi họ đang quay ở London, và quyết định thử vai. Nam diễn viên cao nhất đã ngay lập tức được chọn vào vai Chewbacca sau khi anh đứng dậy để chào Lucas.
Các diễn viên khác bao gồm Phil Brown và Shelagh Fraser, trong vai Owen và Beru, chú và dì của Luke; Jack Purvis, đối tác của Kenny Baker trong bộ phim hài kịch London của anh, góp mặt với vai Thủ lĩnh Jawa trong phim; Eddie Byrne trong vai Vanden Willard, một tướng quân Nổi dậy; Denis Lawson và Garrick Hagon là phi công nổi dậy Wedge Antilles và Biggs Darklighter (người bạn thời thơ ấu của Luke), tương ứng. Don Henderson và Leslie Schofield xuất hiện trong vai tướng quân Cassio Tagge và Moradmin Bast, và Richard LeParmentier đóng vai Đô đốc Motti. Alex McCrindle miêu tả tướng Jan Dodonna, Alfie Curtis miêu tả Tiến sĩ Evazan và Peter Geddis miêu tả Thuyền trưởng Raymus Antilles. Michael Leader đóng vai cameo tên lính Stormtrooper bị cộc đầu.

## Sản xuất

### Phát triển

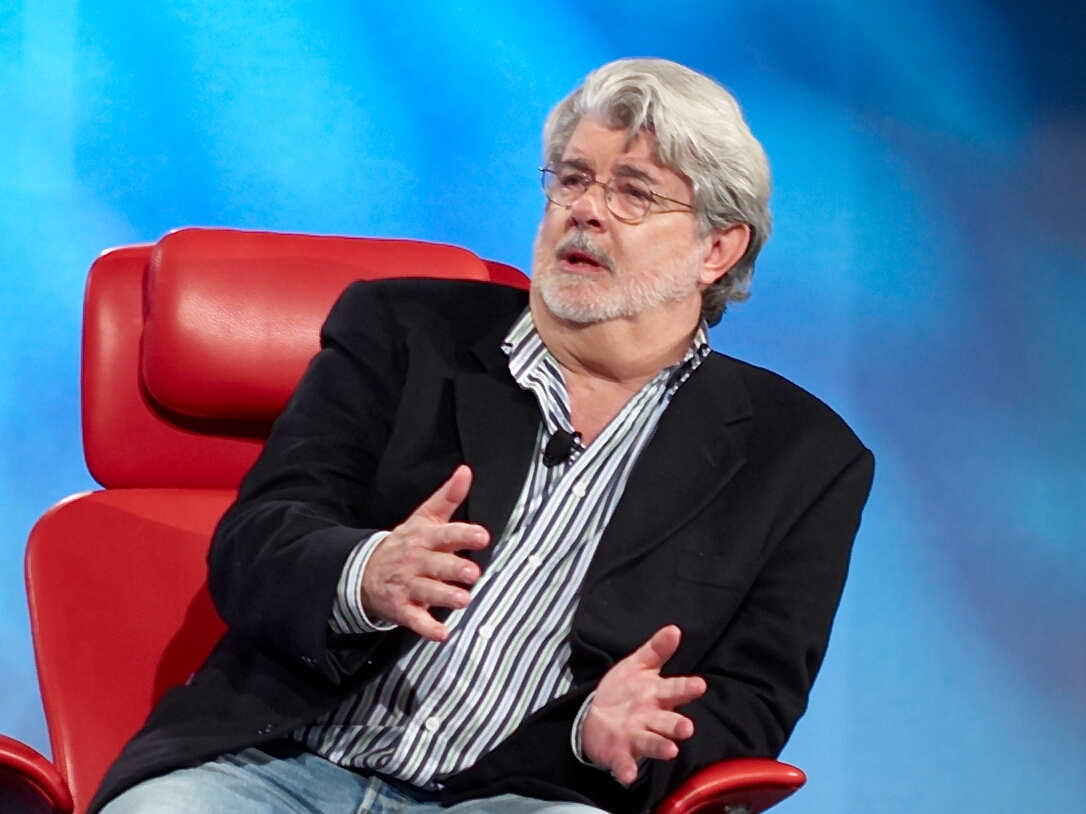
George Lucas, nhà biên kịch và đạo diễn của Star Wars, trong năm 2007. Ý tưởng của ông đã nhiều lần bị từ chối bởi các hãng phim lớn của Hollywood bởi họ cho rằng nó "hơi kì lạ". Sau cùng, Lucas trình bày ý tưởng này lên hãng phim 20th Century Fox, và được đồng ý.

Các yếu tố trong lịch sử của Star Wars thường bị tranh cãi, do những tuyên bố của George Lucas về bộ sử thi thay đổi theo thời gian. Một trong những tuyên bố là Lucas muốn bộ phim thuộc thể loại không gian viễn Tây. Lucas đã từng nói rằng, ý tưởng về một bộ phim không gian fantasy đã được ông nghĩ đến vào khoảng năm 1971-sau khi ông hoàn thành bộ phim, THX 1138, mặc dù ông cũng đã từng tuyên bố đã có ý tưởng này lâu hơn nữa. Trong cuốn sách cà phê năm 2010, Star Wars: Year by Year: A Visual Chronicle của DK Publishing và Lucasfilm, Lucas được cho là đã có ý định cho Star Wars là sự tương phản trực tiếp với THX 1138. Ông cảm thấy rằng giai điệu ảm đạm của bộ phim đã dẫn đến sự tiếp nhận kém về bộ phim, và do đó ông muốn làm cho Star Wars có tinh thần lạc quan hơn. Đây là điều đã bắt nguồn cho những giai điệu vui tươi và mang đầy chất phiêu lưu của opera không gian.[28] Ban đầu, Lucas muốn chuyển thể truyện tranh của sê-ri Flash Gordon lên phim ảnh, sau khi bị mê hoặc bởi chúng kể từ khi còn nhỏ. Vào năm 1979, ông nói, "Tôi đặc biệt thích sê-ri Flash Gordon. Tất nhiên là tôi đã nhận ra rằng tác phẩm đó vẫn còn rất thô sơ và rất tệ... tôi yêu quý nó đến nỗi, tôi bắt đầu tự hỏi điều gì sẽ xảy ra nếu chúng được làm hay hơn."
Tại Liên hoan phim Cannes sau khi hoàn thành bộ phim THX 1138, Lucas đã được trao hợp đồng phát triển hai bộ phim với United Artists; hai bộ phim là American Graffiti, và một bộ phim viẽn tưởng không gian kiểu Flash Gordon. Ông đã được thúc đẩy để mua bản quyền của Flash Gordon. Ông nói:
Tôi muốn làm một bộ phim về Flash Gordon, với tất cả những thứ đã được cắt tỉa, nhưng lại không mua được bản quyền của các nhân vật. Vì vậy tôi đã bắt đầu nghiên cứu và tìm ra được nguồn cảm hứng mà Alex Raymond (người viết cuốn truyện Flash Gordon gốc) lấy ý tưởng. Tôi khám phá ra rằng ông ta lấy cảm hứng từ Edgar Rice Burroughs (tác giả của Tarzan) và đặc biệt là bộ sách John Carter of Mars. Tôi đã đọc qua cái đống đó, và tìm ra thứ đã bắt nguồn cho Burroughs chính là một tác phẩm viễn tưởng - fantasy gọi là Gulliver trên sao Hỏa, được viết bởi Edwin Arnold và xuất bản năm 1905. Đó là một trong các tác phẩm đầu tiên trong thể loại này mà tôi có thể lần dấu. Jules Verne đã gần như thực hiện được nó, tôi nghĩ vậy, nhưng anh ta chưa có được một nhân vật anh hùng chiến đấu với quái vật không gian và các cuộc phiêu lưu ở các hành tinh khác. Cả một thể loại phim mới được sinh ra từ ý tưởng đó.

Đạo diễn Francis Ford Coppola, người đã cùng Lucas tìm cách mua bản quyền của Flash Gordon, cho biết rằng vào năm 1999: "George đã rất chán nản sau khi anh quay trở lại vi họ không bán cho anh ấy bản quyền Flash Gordon. Và anh ấy nói,"Vậy thì, tôi sẽ tự phát minh ra cái khác."'" Lucas đã hình dung ra một bộ phim opera không gian của riêng mình và gọi đó là The Star Wars. Sau khi không thành công trong việc giành được bản quyền của Flash Gordon, Lucas đã đến United Artists và trình chiếu kịch bản phim American Graffiti, nhưng họ đã bỏ qua bộ phim và kịch bản này sau đó được Universal Pictures tuyển chọn. United Artists cũng đã bỏ qua ý tưởng The Star Wars của Lucas, mà ông đã xếp lên kệ trong thời gian này. Sau khi dành hai năm tiếp theo hoàn thành American Graffiti', Lucas đã chuyển sự chú ý của mình sang The Star Wars.
Lucas bắt đầu viết kịch bản vào tháng 1, năm 1973, "tám giờ một ngày, năm ngày một tuần", bằng cách ghi chép, sáng chế ra những cái tên độc lạ cho các nhân vật và gán cho họ các tính cách có thể xảy ra. Lucas đã loại bỏ nhiều điều ở đây vào thời điểm kịch bản cuối cùng được viết, nhưng ông đã đưa vào một số tên và địa điểm trong kịch bản cuối cùng hoặc các phần tiếp theo của nó. Ông hồi sinh những ý tưởng trên trong những thập kỷ sau đó khi ông viết bộ ba tác phẩm tiền truyện của mình. Ông đã sử dụng những cái tên ban đầu này và các ý tưởng để biên soạn một bản tóm tắt gồm hai trang có tựa đề Journal of the Whills, kể câu chuyện về việc đào tạo cậu học trò tập sự CJ Thorpe trở thành "Jedi-Bendu" bởi Mace Windu. Thất vọng rằng câu chuyện của ông quá khó hiểu, Lucas sau đó đã bắt đầu viết một bài viết 13 trang gọi là The Star Wars vào ngày 17 tháng 4 năm 1973, vốn đã hơi giống với bộ phim The Hidden Fortress năm 1958 của Akira Kurosawa.
Sau khi United Artists từ chối ngân sách cho bộ phim, Lucas và nhà sản xuất Gary Kurtz đã trình chiếu phim cho hãng Universal Pictures, hãng phim tài trợ cho American Graffiti; tuy nhiên, họ từ chối các lựa chọn của họ cho bộ phim bởi vì khái niệm này "hơi lạ", và nói rằng Lucas nên tiếp nối Graffiti Mỹ với nhiều chủ đề hậu quả hơn. Lucas nói: "Tôi luôn là người ngoài cuộc đối với mấy loại Hollywood. Họ nghĩ tôi hay làm những kiểu phim kỳ quặc." Theo Kurtz, Lew Wasserman, người đứng đầu Universal, "không quan tâm nhiều về khoa học viễn tưởng vào thời điểm đó, không nghĩ rằng nó có nhiều tương lai, với những loại khán giả đặc biệt đó." Anh ấy nói rằng" khoa học viễn tưởng không phổ biến vào giữa những năm 70... có vẻ như trường hợp này thường là các nhà điều hành phòng thu đang tìm kiếm những gì đã được phổ biến năm ngoái, thay vì cố gắng để mong đợi những gì có thể được phổ biến vào năm tới." Lucas giải thích vào năm 1977 rằng, bộ phim không phải là "về tương lai" và rằng nó "là một fantasy gần gũi với Brothers Grimm hơn là 2001: A Space Odyssey". Ông nói thêm: "Lý do chính của tôi khi làm bộ phim này là để cung cấp cho giới trẻ một cuộc sống tưởng tượng trung thực, lành mạnh, phim mà thế hệ của tôi đã từng có. Chúng tôi có thể loại phim viễn Tây, phim cướp biển, tất cả các bộ phim đó đều tuyệt vời. Bây giờ chúng có The Six Million Dollar Man và Kojak. Đâu còn tình cảm lãng mạn, các cuộc phiêu lưu và những điều thú vị từng được thể hiện trên mỗi màn ảnh." Kurtz nói," Mặc dù Star Wars không giống như [viễn tưởng khoa học hiện tại], nó chỉ vô tình được xếp vào cùng một loại danh mục."
Cũng có những lo ngại về tiềm năng ngân sách quá cao cho dự án. Lucas và Kurtz, trong khi đề xuất phim, nói rằng bộ phim sẽ có "ngân sách thấp, phong cách kiểu Roger Corman, và ngân sách sẽ không bao giờ cao hơn - thì, ban đầu chúng tôi đã đề xuất khoảng 8 triệu, nó thành ra khoảng 10 triệu khi làm xong phim. Cả hai con số này đều rất nhỏ so với tiêu chuẩn của Hollywood lúc bấy giờ." Sau khi Walt Disney Productions từ chối dự án, Lucas và Kurtz kiên trì đảm bảo một trường quay sẽ hỗ trợ bộ phim bởi vì "những người khác đã đọc kịch bản và nói, 'Vâng, đây có thể là một ý tưởng hay....'" Lucas theo đuổi Alan Ladd Jr., người đứng đầu 20th Century Fox, và vào tháng 6 năm 1973 đã hoàn thành một thỏa thuận để quản lý bộ phim. Mặc dù Ladd không nắm bắt được mặt kỹ thuật của dự án, ông tin rằng Lucas có tài năng. Lucas sau đó nói rằng Ladd "đầu tư vào tôi, anh ấy không đầu tư vào bộ phim." Thỏa thuận này đã cho Lucas 150.000 đô la để viết và đạo diễn bộ phim.

### Biên kịch
—George Lucas, 1977 
Kể từ khi bắt đầu quá trình viết kịch bản của Lucas vào tháng 1 năm 1973, ông đã thử "nhiều bài viết khác nhau vào mỗi buổi tối sau ngày làm việc." Ông ấy sẽ viết bốn kịch bản khác nhau cho Star Wars, "tìm kiếm đúng nguyên liệu, nhân vật và cốt truyện. Nó luôn là thứ bạn có thể gọi là một ý tưởng hay khi tìm kiếm một câu chuyện." Vào tháng 5 năm 1974, ông đã mở rộng việc xử lý phim thành một kịch bản phác thảo thô, bổ sung thêm các yếu tố như Sith, Ngôi sao Chết, và một vị tướng có tên là Annikin Starkiller. Ông đã thay đổi Starkiller thành một cậu bé vị thành niên, và ông chuyển vai vị tướng quân vào vai trò hỗ trợ như một thành viên của một gia đình Người lùn. Lucas hình dung một kẻ buôn lậu người Corellia, Han Solo, như một con quái vật da xanh lớn có mang. Ông dựa Chewbacca trên chú chó Alaskan Malamute của mình, Indiana (sau này ông dùng cái tên này làm tên gọi cho nhân vật Indiana Jones), người thường đóng vai trò là "phi công" của đạo diễn bằng cách ngồi trong ghế hành khách của chiếc xe.
Lucas bắt đầu nghiên cứu thể loại khoa học viễn tưởng bằng cách xem phim, đọc sách và truyện tranh. Kịch bản đầu tiên của ông kết hợp ý tưởng từ nhiều nguồn mới. Kịch bản cũng đã giới thiệu khái niệm về một người cha Jedi và con trai của ông, cậu được dạy dỗ Jedi dưới người bạn của cha mình; điều này cuối cùng sẽ tạo thành cơ sở cho bộ phim và, sau đó, chĩnh là bộ ba gốc. Tuy nhiên, trong bản nháp này, người cha là một anh hùng vẫn còn sống ở phần đầu của bộ phim.
Lucas đã hoàn thành bản phác thảo thứ hai về Star Wars vào tháng 1 năm 1975, đơn giản hóa kịch bản và giới thiệu một người anh hùng trẻ tuổi làm việc ở một trang trại tên là Luke Starkiller. Annikin trở thành cha của Luke, một hiệp sĩ Jedi thông thái. "Thần lực" cũng được giới thiệu như một nguồn năng lượng huyền bí. Dự thảo thứ hai này vẫn có một số khác biệt so với phiên bản cuối cùng, trong đó có sự khác nhau về tuyến nhân vật và các mối quan hệ. Ví dụ, Luke có nhiều người anh em, cũng như cha của anh, người xuất hiện chỉ với vai trò nhỏ ở đoạn cuối của bộ phim. Các kịch bản này giống một chuyến hành trình trong truyện cổ tích, trái ngược với thể loại phiêu lưu hành động của các phiên bản trước. Phiên bản này kết thúc bằng một văn bản cuốn giống như ở mở đầu, gợi ý cốt truyện tiếp theo trong loạt phim. Dự thảo này lần đầu tiên giới thiệu khái niệm về một Jedi sa ngã sang mặt tối: bản nháp bao gồm một Jedi lịch sử đã trở thành người đầu tiên rơi vào bóng tối, và sau đó đào tạo người Sith để sử dụng nó. Ấn tượng với tác phẩm của mình, Lucas đã thuê họa sĩ Ralph McQuarrie để vẽ các bức tranh khái niệm về một số cảnh nhất định trong khoảng thời gian này. Khi Lucas trình bày kịch bản của ông cho trường quay, ông đã đưa cho họ một số bức tranh của McQuarrie.
Bản phác thảo thứ ba, ngày 1 tháng 8 năm 1975, có tựa đề The Star Wars: Từ những cuộc phiêu lưu của Luke Starkiller. Dự thảo thứ ba này có hầu hết các yếu tố của cốt truyện cuối cùng, chỉ có một số khác biệt về các nhân vật và phông nền. Dự thảo cho Luke là một đứa trẻ con một, với người cha đã mất, thay thế ông bằng Ben Kenobi. Kịch bản này được viết lại thành bản thảo thứ tư và cuối cùng, ngày 1 tháng 1 năm 1976, đổi tên thành Những cuộc phiêu lưu của Luke Starkiller, được trích từ nhật ký Whills, Sử thi I: Chiến tranh giữa các vì sao. Lucas đã thảo luận với hai người bạn Gloria Katz và Willard Huyck để sửa đổi dự thảo thứ tư thành kịch bản tiền sản xuất cuối cùng. 20th Century Fox đã phê duyệt ngân sách 8.25 triệu USD; sự tiếp nhận tích cực của bộ phim American Graffiti đã tạo ra cho Lucas một đòn bẩy cần thiết để đàm phán lại thỏa thuận của anh với Alan Ladd Jr. và yêu cầu quyền sở hữu các phần tiếp theo của bộ phim. Đối với Lucas, thỏa thuận này đã bảo vệ các phân đoạn chưa hoàn chỉnh của Star Wars và phần lớn lợi nhuận bán hàng.
Lucas hoàn thành việc viết kịch bản của mình vào tháng 3 năm 1976, khi đoàn làm phim bắt đầu quay. Ông ấy nói, "Điều cuối cùng nổi lên qua nhiều bản thảo của kịch bản rõ ràng đã bị ảnh hưởng bởi các thể loại khoa học viễn tưởng và hành động phiêu lưu mà tôi đã được đọc và được nhìn thấy. Và tôi đã nhìn thấy rất nhiều. Tôi đang cố gắng tạo ra một số khía cạnh truyền thống nhất định của thể loại mà tôi muốn giữ và giúp duy trì trong Star Wars." Trong quá trình sản xuất, ông đã đổi tên của Luke từ Starkiller sang Skywalker, và đổi tên The Star Wars thành là Star Wars. Ông cũng tiếp tục hoàn thiện kịch bản trong khi quay phim, bao gồm cả việc thêm cái chết của Obi-Wan sau khi nhận ra nhân vật không phục vụ mục đích nào trong đoạn kết của bộ phim.
Đối với phần văn bản mở đầu của bộ phim, Lucas ban đầu đã viết một văn bản gồm sáu đoạn với bốn câu mỗi đoạn.[16] Ông nói, "Làm văn bản là một điều khó khăn bởi vì bạn phải chắc chắn rằng bạn không sử dụng quá nhiều thuật ngữ mà mọi người không hiểu. Nó giống như một bài thơ." Lucas đưa bản thảo của mình cho bạn bè để nhận xét. Đạo diễn Brian De Palma, người đã ở đó, mô tả nó: "Cái văn bản ban đầu trông giống như được viết trên đường lái xe. Nó cứ tiếp tục mãi mãi. Điều đó thật vô nghĩa." Lucas kể lại những gì De Palma nói lần đầu tiên khi ông nhìn thấy nó: "George, anh bị mất trí rồi! Hãy để tôi ngồi xuống và viết thứ này cho anh." De Palma đã giúp chỉnh sửa văn bản thành dạng được sử dụng trong phim.

### Thiết kế
George Lucas tuyển dụng nhiều nhà thiết kế khái niệm cho bộ phim, bao gồm Colin Cantwell, người đã làm việc cho bộ phim 2001: A Space Odyssey (1968), để khái niệm hóa các mô hình tàu vũ trụ ban đầu; Alex Tavoularis tạo ra các bản phác thảo kịch bản khái niệm sơ bộ của những phiên bản cốt truyện ban đầu; và Ralph McQuarrie để hình dung lại các nhân vật, trang phục, đạo cụ và phong cảnh. Những bức tranh tiền sản xuất của McQuarrie về các cảnh phim từ kịch bản đầu tiên của Lucas đã giúp 20th Century Fox hình dung rõ hơn bộ phim, ảnh hưởng rất lớn đến sự lạc quan và quyết định tài trợ của họ cho dự án này. Sau khi xem các bản vẽ của McQuarrie cho các đồng nghiệp của Lucas, Hal Barwood và Matthew Robbins (hai người đang cộng tác cho một bộ phim) đã thu hút sự chú ý của ông, Lucas gặp McQuarrie để thảo luận về kế hoạch của ông cho bộ phim giả tưởng không gian có tiêu đề mà ông muốn thực hiện. Hai năm sau, sau khi hoàn thành America Graffiti, Lucas tiếp cận McQuarrie và hỏi rằng liệu ông có quan tâm đến việc "cống hiến điều gì đó cho Star Wars." McQuarrie đã tạo ra một loạt các hình minh họa từ các bản phác thảo đơn giản; những bản vẽ này đã tạo ra một phong cách riêng cho bộ phim, nói riêng, và cho các phần tiếp theo của bộ ba gốc, nói chung.
Bộ phim tràn đầy tham vọng khi Lucas muốn tạo ra các nguyên mẫu sản phẩm và phông nền quay phim (dựa trên các bức tranh của McQuarrie) mà chưa bao giờ được áp dụng trong phim khoa học viễn tưởng. Ông đã mời các nhà thiết kế sản xuất như John Barry và Roger Christian, những người đang thực hiện bộ phim Lucky Lady (1975) khi Lucas lần đầu tiếp cận họ, để bắt đầu công việc với các mô hình. Christian kể lại vào năm 2014: "George đã tới phim trường mà tôi đang hoàn thiện, nó là khung cảnh một nhà máy muối cũ và anh ấy đã giúp tôi xúc muối, y hệt như hai cậu học trò mặc áo sơ mi và đi giày thể thao kẻ sọc. Và chúng tôi nói chuyện và khi anh ấy xem xét trường quay, anh không thể tin là nó không có thật." Họ đã có một cuộc trò chuyện với Lucas về phong cách của bộ phim, với họ là người sẽ dựng các cảnh quay như ông ấy mong muốn. Christian nói rằng Lucas "không muốn bất cứ điều gì [trong Star Wars] nổi bật, anh ấy muốn nó [nhìn] thật thực tế và đã qua sử dụng. Và tôi nói, 'Cuối cùng ai đó cũng làm đúng cách'".
Lucas mô tả khái niệm "tương lai đã qua sử dụng" cho các nhà thiết kế sản xuất, trong đó tất cả các thiết bị, tàu bay và các tòa nhà trông già cỗi và bẩn thỉu. Thay vì bắt chước cái kiểu dáng đẹp, truyền thống và kiến trúc rất tương lai trong các bộ phim khoa học viễn tưởng trước đây, các bộ phim Star Wars được thiết kế để trông chúng như có người đã ở và đang sử dụng. Barry nói rằng vị đạo diễn "muốn làm cho cảnh quay trông giống như nó được ghi hình tại một vị trí rất khiêm tốn hàng ngày ta thường gặp trên Ngôi sao Chết hoặc Cảng vũ trụ Mos Eisley hoặc cantina địa phương." Lucas tin rằng "những gì cần thiết cho sự tín nhiệm thực sự là một tương lai đã được sử dụng", đối ngược với các "tương lai trong hầu hết các bộ phim tương lai", rằng chúng "luôn luôn trông mới và sạch sẽ và sáng bóng." Christian ủng hộ tầm nhìn của Lucas, nói rằng "Tất cả các phim khoa học viễn tưởng trước đây đều là sự đồng bộ làm từ nhựa và ngu ngốc và những thứ liên quan đến Flash Gordon. Chẳng có gì mới mẻ cả. George đang chống lại chính điều đó."
Các nhà thiết kế bắt đầu làm việc với đạo diễn trước khi Star Wars được chấp thuận bởi 20th Century Fox. Trong khoảng bốn đến năm tháng, tại một phòng thu ở Kensal Rise, Anh, họ đã lên kế hoạch tạo ra các đạo cụ và cảnh phim mà "không cần tiền". Mặc dù Lucas ban đầu chi trả chi phí bằng cách sử dụng khoản thu nhập của mình từ bộ phim American Graffiti, nhưng vẫn không đủ. Vì họ không có khả năng hỗ trợ kinh tế cho tạo hình, Christian buộc phải sử dụng các phương pháp và vật liệu độc đáo để đạt được cái nhìn mong muốn. Anh gợi ý với Lucas sử dụng đồ phế liệu và vị đạo diễn đã đồng ý. Christian nói, "Tôi đã luôn luôn có ý tưởng này. Tôi đã từng làm điều đó với các mô hình khi còn là một đứa trẻ. Tôi gắn đủ mọi thứ vào chúng và làm cho mọi thứ trông thật cũ kĩ." Barry, Christian, và nhóm của họ bắt đầu thiết kế các đạo cụ và phim trường tại Elstree Studios.
Theo Christian, con tàu Millennium Falcon là thứ khó khăn nhất để tạo dựng. Christian muốn nội thất của tàu Falcon trông giống như một chiếc tàu ngầm. Anh ấy tìm thấy nhiều mảnh kim loại máy bay phế liệu "mà không ai muốn giữ hồi đó và mua chúng". Ông bắt đầu quá trình sáng tạo của mình bằng cách đập vỡ động cơ phản lực thành các mảnh vụn, cho anh cơ hội để "gắn nó trên phim trường theo những cách cụ thể". Phải mất một vài tuần để anh hoàn thành cái bàn cờ (mà ông mô tả là "thứ bị đóng cặn nhất") trên tàu Falcon. Cảnh phim máy nghiền rác "cũng khá khó, bởi vì tôi biết có diễn viên ở đó và hai bên tường phải di chuyển vào, và họ phải ở trong nước bẩn và tôi phải dùng những thứ rác đủ nhẹ để chúng không làm tổn thương họ nhưng cũng không nhúc nhích dưới nước". Tổng cộng có 30 phim trường được dựng lên cho phim bao gồm các hành tinh, các ngôi sao, hang động, phòng điều khiển, cantina và hành lang của Ngôi sao Chết; tất cả chín sân khấu âm thanh tại Elstree được huy động để chứa chúng. Phim trường của cảnh phim tại khoang chứa máy bay của quân Nổi dậy được trữ tại sân khấu âm thanh thứ hai tại Shepperton Studios; sân khấu này là lớn nhất ở châu Âu vào thời điểm đó.

### Quay phim
Năm 1975, Lucas thành lập công ty hiệu ứng hình ảnh của riêng mình Industrial Light & Magic (ILM) sau khi phát hiện ra rằng bộ phận hiệu ứng hình ảnh của 20th Century Fox đã bị giải tán. ILM bắt đầu công việc của mình với Star Wars trong một nhà kho tại Van Nuys, California. Hầu hết các hiệu ứng hình ảnh đã sử dụng kĩ thuật quay phim điều khiển chuyển động kỹ thuật số tiên phong được phát triển bởi John Dykstra và nhóm của ông, tạo ra ảo giác về kích thước bằng cách sử dụng các mô hình nhỏ và máy ảnh di chuyển chậm.
George Lucas đã cố gắng "để có được một thực tế gắn kết" cho bộ phim của mình. Tuy nhiên, vì bộ phim được coi là một câu chuyện cổ tích, như ông đã mô tả, "Tôi vẫn muốn phim có một chất lượng thanh tao, nhưng cũng được sáng tác và, cũng có một cái nhìn ngoài hành tinh." Ông đã thiết kế bộ phim để nó có một cái nhìn siêu thực, kỳ quái giống như Gregg Toland với những màu sắc phơi bày quá mức, nhiều bóng, nhiều khu vực nóng." Lucas muốn Star Wars nắm lấy sự kết hợp của "đồ họa kỳ lạ của phim fantasy" và "cảm giác của một bộ phim tài liệu" để gây ấn tượng với một cái nhìn khác biệt. Để đạt được điều này, anh đã thuê nhà quay phim người Anh Gilbert Taylor. Ban đầu, lựa chọn đầu tiên của Lucas cho vị trí này là Geoffrey Unsworth, người cũng đã quay phim cho bộ phim năm 2001:A Space Odyssey của Stanley Kubrick. Unsworth đã quan tâm đến việc làm việc với vị đạo diễn, và ban đầu chấp nhận công việc khi được đề xuất bởi Lucas và Kurtz. Tuy nhiên, cuối cùng, ông đã rút lui để làm việc với bộ phim A Matter of Time (1976) của Vincente Minnelli, thay vào đó. Điều đó khiến cho Kurtz "thực sự khó chịu". Lucas gọi điện cho các nhà quay phim khác, và cuối cùng chọn Taylor, dựa trên cách anh dựng phim cho Dr. Strangelove và A Hard Day's Night (964). Về quyết định của mình, Lucas nói: "Tôi nghĩ rằng đó là những cảnh phim đẹp, lập dị với một hương vị tài liệu mạnh mẽ".
Taylor nói rằng Lucas, người đã bị nuốt chửng bởi quá trình sản xuất phức tạp của phim, "tránh tất cả các cuộc họp và liên lạc với tôi từ ngày đầu tiên, vì vậy tôi đã đọc kịch bản lại nhiều lần và đưa ra quyết định của riêng mình về cách quay phim." Ông cũng "tự mình thử nghiệm với việc quay các cảnh có kiếm ánh sáng và những thứ khác trên sân phim trường trước khi chúng tôi chuyển sang hai tuần làm việc tại Tunisia". Taylor nhận thức được "lượng công việc khổng lồ" để bắt kịp với quay phim chính và tin rằng "một kết quả sắc nét sẽ giúp được".
Trong quá trình sản xuất, Lucas và Taylor - người mà Kurtz hay gọi là "lạc hậu" và "cáu kỉnh" - đã tranh cãi về việc quay phim. Với kinh nghiệm trong ngành phim tư, Lucas đã quen với việc chính tay mình tạo ra tất cả các yếu tố của bộ phim. Những đề xuất về ánh sáng của ông đã bị Taylor từ chối, người đã cảm thấy rằng Lucas đã vượt qua ranh giới của anh ta bằng cách đưa ra những chỉ dẫn cụ thể, đôi khi thậm chí tự ý di chuyển ánh sáng và máy quay. Taylor từ chối sử dụng ống kính lấy nét mờ và loại gạc mà Lucas muốn sau khi các giám đốc điều hành của Fox phàn nàn về dáng vẻ của bộ phim. Kurtz nói rằng "Trong một vài cảnh [...] thay vì nói, 'Có vẻ nó hơi quá sáng một chút, bạn có thể chỉnh lại nó không?', [Lucas sẽ] nói, 'tắt cái đèn này, và tắt cái đèn đó.' Và Gil sẽ nói, 'Không, tôi sẽ không làm điều đó, tôi thắp sáng nó theo cách tôi nghĩ rằng nó hợp lí nhất — hãy cho tôi biết hiệu ứng mà anh muốn là gì, và tôi sẽ đưa ra phán quyết về việc phải làm gì với mấy cái đèn.'"

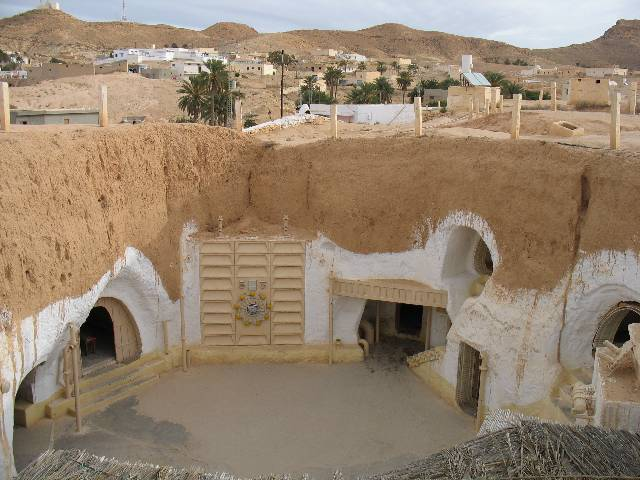
Khách sạn Sidi Driss, ngôi nhà dưới mặt đất tại Matmata, Tunisia, lấy làm cảnh quay khu nhà của Luke

Ban đầu, Lucas hình dung ra hành tinh Tatooine, nơi phần lớn bộ phim sẽ diễn ra, giống như một hành tinh có rừng nhiệt đới. Gary Kurtz đến Philippines để thăm dò các địa điểm quay phim; Tuy nhiên, vì ý tưởng dành hàng tháng quay phim trong rừng sẽ khiến Lucas "ngứa ngáy", đạo diễn đã sửa lại tầm nhìn của mình và thay thế Tatooine thành một hành tinh sa mạc. Kurtz sau đó nghiên cứu tất cả các hoang mạc của Mỹ, Bắc Phi và Trung Đông, và cuối cùng tìm thấy Tunisia, gần sa mạc Sahara, là địa điểm quay phim lý tưởng. Trong bài bình luận của đạo diễn về phiên bản DVD năm 2004 của A New Hope, Lucas nói rằng anh cũng muốn làm cho nó trông giống "rất không gian" hoặc ngoài trái đất trong phong cách.
Khi phiên đoạn quay phim bắt đầu vào ngày 22 tháng 3 năm 1976, tại sa mạc Tunisia cho những cảnh ở Tatooine, dự án phải đối mặt với một số vấn đề. Lucas bị tụt hậu so với lịch trình trong tuần đầu tiên quay phim do các đạo cụ và thiết bị điện tử bị hỏng hóc. Hơn nữa, một trận mưa nhiệt đới hiếm gặp ở Tunisia đã làm rung chuyển đất nước này, làm gián đoạn quá trình quay phim. Taylor nói, "bạn không thực sự nhìn thấy nơi mặt đất kết thúc và nơi bầu trời bắt đầu. Đó là một mớ hỗn độn màu xám, và các con robot chỉ là một vết mờ." Với tình hình này, Lucas yêu cầu lọc máy quay, Taylor từ chối, nói: "Tôi nghĩ rằng cách nhìn của bộ phim nên hoàn toàn bóng lóa... Nhưng George thấy nó khác đi, vì vậy chúng tôi đã thử sử dụng lưới khuếch tán. Anh ta đề nghị thiết lập một máy quay trên các con robot với ông kính 300mm, cát và bầu trời mới chỉ đúc với nhau. Tôi nói với anh ấy là nó sẽ không hoạt động, nhưng anh ấy nói đó là cách mà anh ấy muốn làm cho toàn bộ bộ phim, tất cả đều dùng khuếch tán." Sự khác biệt về ý tưởng quay phim này sau đó đã được giải quyết bởi các giám đốc điều hành ở 20th Century Fox, họ đã ủng hộ đề nghị của Taylor.
Quay phim bắt đầu ở Chott el Djerid, một đội xây dựng ở Tozeur mất 8 tuần để biến sa mạc thành khung cảnh mong muốn. Các địa điểm khác bao gồm các cồn cát của sa mạc Tunisia gần Nafta, nơi quay cảnh có một bộ xương khổng lồ của một sinh vật nằm ở hậu cảnh trong khi R2-D2 và C-3PO đi qua. Khi nam diễn viên Anthony Daniels mặc bộ trang phục C-3PO lần đầu tiên ở Tunisia, mảnh chân trái bị vỡ tan qua lớp nhựa che chân trái, đâm vào chân ông ấy. Ông cũng không thể nhìn xuyên qua đôi mắt của trang phục, được phủ bằng vàng để ngăn chặn sự ăn mòn. Các tín hiệu vô tuyến bất thường gây ra bởi các bãi cát của Tunisia khiến các mô hình R2-D2 được điều khiển bằng radio bị mất kiểm soát. Kenny Baker, người đóng vai R2-D2, nói: "Tôi vô cùng biết ơn mỗi khi [R2] thực sự hoạt động." Sau một vài cảnh quay trong hẻm núi lửa bên ngoài Tozeur, quá trình sản xuất được chuyển đến Matmata để quay cảnh nhà của Luke trên Tatooine. Lucas đã chọn khách sạn Sidi Driss, lớn hơn nhà dưới lòng đất điển hình, để quay nội thất bên trong nhà của Luke. Các cảnh bổ sung cho Tatooine được quay tại Thung lũng Chết ở Bắc Mỹ.
Sau khi hoàn thành hai tuần rưỡi quay phim ở Tunisia, các diễn viên và phi hành đoàn chuyển vào môi trường được kiểm soát hơn của Elstree Studios, gần London. Những khó khăn gặp phải ở Tunisia đã được giả định là ngừng hẳn; Tuy nhiên, do các điều kiện làm việc nghiêm ngặt ở Anh được tôn trọng, một vấn đề mới nảy sinh: quay phim phải hoàn thành trước đúng 5:30 chiều, trừ khi Lucas đang ở giữa cảnh. Nội thất được quay ở London do địa điểm gần Bắc Phi và do đội ngũ kỹ thuật hàng đầu tại Elstree Studios đã có sẵn. Xưởng phim này bấy giờ là độc nhất vô nhị ở Anh hoặc Mỹ do nó có thể phục vụ chín giai đoạn quay phim lớn cùng một lúc và cho phép công ty hoàn toàn tự do sử dụng nhân viên của nó. Mặc dù mọi nỗ lực của Lucas, đoàn làm phim của ông ít quan tâm đến bộ phim và không coi trọng dự án. Hầu hết mọi người coi dự án là "phim thiếu nhi", hiếm khi coi trọng công việc của họ, và thường thấy nó vô tình hài hước. Diễn viên Baker sau đó thú nhận rằng anh nghĩ bộ phim sẽ là một thất bại. Harrison Ford cảm thấy kỳ lạ rằng là "có một công chúa với những chiếc bánh vòng kì lạ trên tóc của cô ấy", và anh ấy từng gọi Chewbacca là "một gã khổng lồ trong trang phục con khỉ".
Các cảnh trong Elstree do John Barry thiết kế, theo như Gilbert Taylor kể, "nó giống như một mỏ than". Ông nói rằng "tất cả chúng đều đen và xám, thực sự không có cơ hội để chiếu sáng". Để giải quyết vấn đề này, ông đã lắp đèn thành các bộ bằng cách gắn chặt chúng vào tường, trần nhà và sàn nhà. Điều này tạo nên một hệ thống chiếu sáng "bị cắt", với các đèn thạch anh có thể được đặt trong các lỗ trên tường, trần nhà và sàn nhà. Ý tưởng của ông được hỗ trợ bởi Fox, họ đã đồng ý rằng "chúng ta không thể có 'lỗ đen của Calcutta'". Cách tiếp cận ánh sáng mà Taylor phát minh ra "cho phép George quay phim theo hầu như bất kỳ hướng nào mà không cần phải làm lại, khiến anh ấy tự do hơn." Tổng cộng, quay phim ở Anh mất đến 14 tuần rưỡi.

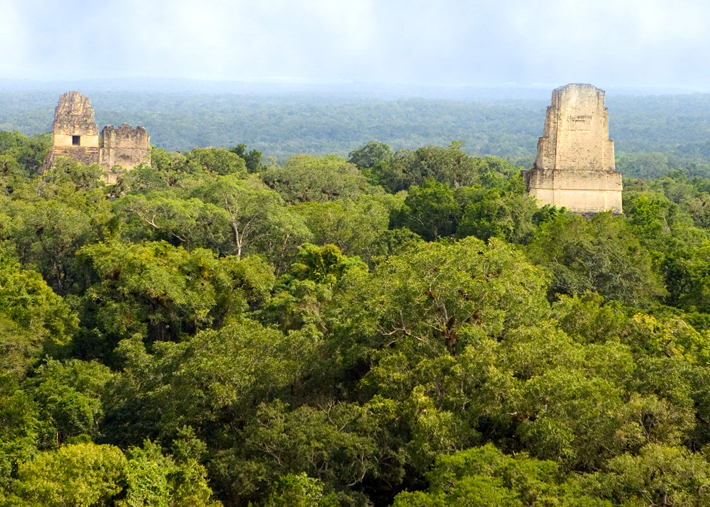
Tikal, Guatemala, được lấy cho cảnh quay tại căn cứ quân Nổi dậy.

Mặt trăng Yavin IV, đóng vai trò là căn cứ của quân Nổi dậy trong phim, được quay tại các điện thờ của người Maya ở Tikal, Guatemala. Lucas đã chọn vị trí này là một trong những địa điểm quay phim tiềm năng sau khi ông nhìn thấy một tấm áp phích của nơi này treo bên ngoài một công ty du lịch trong lúc quay phim ở Anh. Điều này đã truyền cảm hứng cho ông để gửi một đoàn làm phim đến Guatemala vào tháng 3 năm 1977 để quay các cảnh. Trong khi quay phim ở Tikal, đoàn làm phim đã cho người dân địa phương sáu thùng bia để họ trông hộ thiết bị máy ảnh trong vài ngày.
Lucas hiếm khi nói chuyện với các diễn viên, họ cảm thấy rằng ông mong đợi quá nhiều vào họ nhưng lại cung cấp ít chỉ dẫn. Các chỉ dẫn của ông cho các diễn viên thường bao gồm các từ như "nhanh hơn" và "dữ dội hơn". Kurtz nói rằng "điều đó đã xảy ra rất nhiều nơi anh ấy sẽ nói 'Hãy thử lại nhanh hơn một chút.' Đó là hướng dẫn duy nhất mà anh ấy đưa ra cho mọi người. Rất nhiều diễn viên không bận tâm - họ không quan tâm, họ chỉ tiếp tục với nó. Nhưng một số diễn viên thực sự cần nhiều sự dạy bảo và rất nhiều phản hồi, và nếu họ không hiểu, họ sẽ ngộ nhận rằng họ có thể đã không làm tốt công việc." Kurtz đã nói về Lucas rằng "không ưa thích, anh ấy rất cô đơn và rất nhút nhát, vì vậy anh ấy không thích những nhóm đông người, anh ấy không thích làm việc với một đội ngũ làm phim lớn, anh ấy không thích làm việc với nhiều diễn viên."
Ladd đề nghị Lucas một số sự hỗ trợ duy nhất từ trường quay; ông đã đối phó với sự giám sát từ các thành viên hội đồng quản trị về ngân sách tăng cao và các bản thảo kịch bản phức tạp. Ban đầu, Fox đã phê duyệt 8 triệu đô la cho dự án; Gary Kurtz nói: "chúng tôi tiến hành chọn một kế hoạch sản xuất và làm một ngân sách cuối cùng lớn hơn với một bộ phận nghệ thuật của Anh và tìm kiếm các địa điểm ở Bắc Phi, và kéo theo một số điều khác. Chúng tôi nhận ra 8 triệu đô là không thể đủ được - họ đã phê duyệt 8 triệu." Sau khi các yêu cầu rằng "nó phải được tăng lên", các giám đốc điều hành "có một chút sợ hãi". Trong hai tuần, Lucas và phi hành đoàn của ông "đã không thực sự làm bất cứ điều gì ngoại trừ việc lôi kéo các số liệu ngân sách mới". Đồng thời, sau khi sản xuất tụt lại phía sau lịch trình, Ladd nói với Lucas rằng anh phải hoàn thành sản xuất trong vòng một tuần hoặc anh sẽ buộc phải đóng cửa sản xuất. Kurtz nói rằng "nó xuất hiện cuối cùng là 9,8 hoặc 9 hay đại loại như thế, và cuối cùng họ chỉ nói, 'Vâng, không sao đâu, chúng ta sẽ tiếp tục.'" Đoàn làm phim chia thành ba đơn vị, với những đơn vị do Lucas, Kurtz và giám sát sản xuất Robert Watts lãnh đạo. Theo hệ thống mới, dự án đã đáp ứng thời hạn của trường quay.
Trong quá trình sản xuất, dàn diễn viên đã cố gắng làm Lucas cười, vì anh thường xuất hiện với vẻ mặt chán nản. Tại một thời điểm, dự án trở nên quá khắt khe đến mức Lucas được chẩn đoán bị tăng huyết áp và kiệt sức và được cảnh báo phải giảm mức độ căng thẳng của mình. Hậu sản xuất cũng căng thẳng như vậy do áp lực ngày càng tăng từ 20th Century Fox. Hơn nữa, tai nạn xe hơi của Mark Hamill khiến khuôn mặt của ông bị sẹo rõ ràng, làm hạn chế phương án tái quay.

### Hậu kì sản xuất

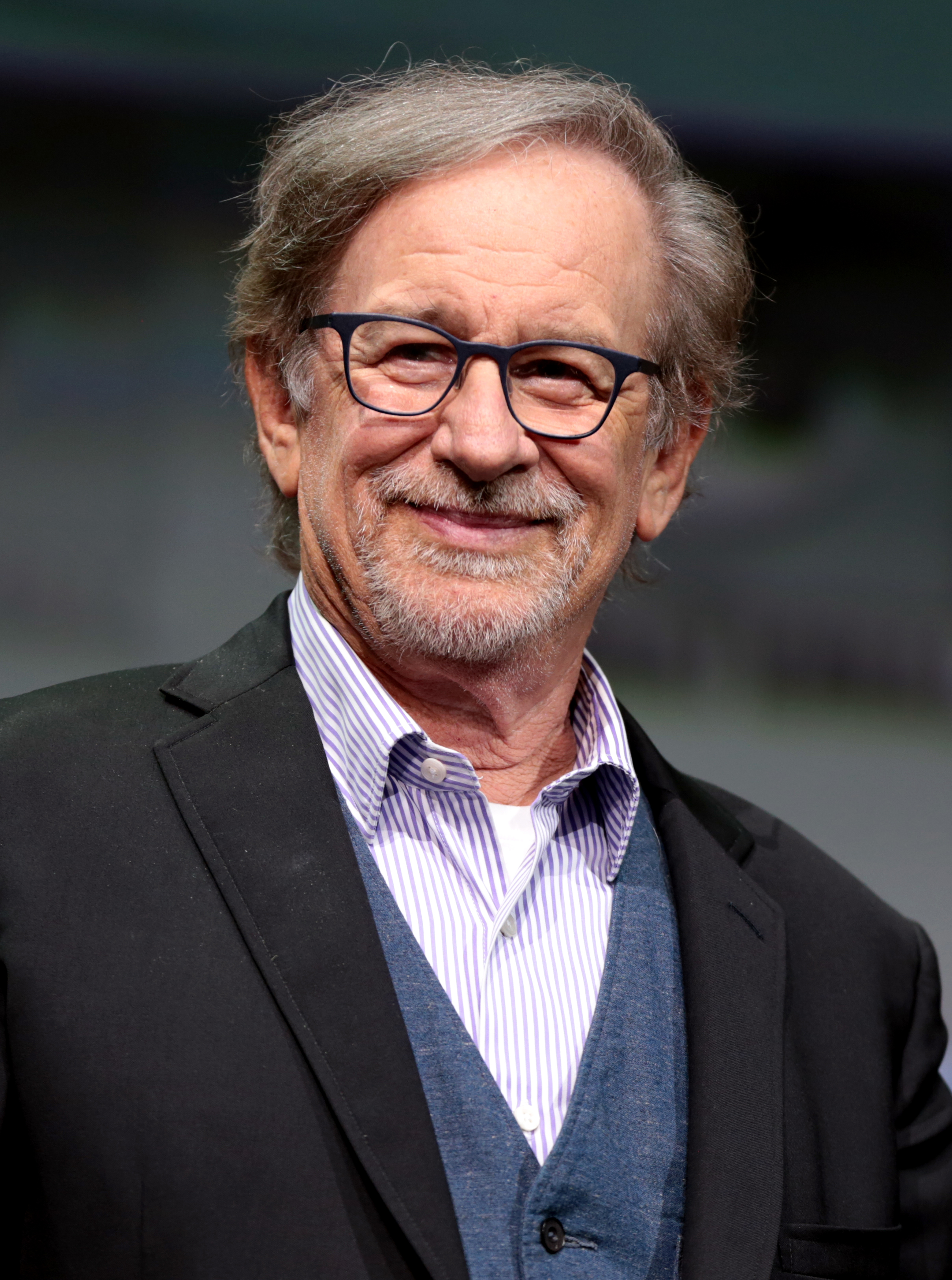
Steven Spielberg là người duy nhất nhận rằng đã thích bộ phim ngay từ phiên bản cắt thô đầu tiên của nó.

Star Wars ban đầu được dự kiến phát hành vào dịp Giáng sinh năm 1976; Tuy nhiên, sự chậm trễ sản xuất của nó đã đẩy ngày phát hành của bộ phim lùi về mùa hè năm 1977. Do lo lắng về việc đáp ứng thời hạn của mình, Lucas đã bị sốc khi biết bản cắt đầu tiên của bộ phim do biên tập viên John Jympson cắt ghép là một "thảm họa hoàn toàn". Theo một bài viết của Star Wars Insider số 41 của David West Reynolds, bản chỉnh sửa đầu tiên của Star Wars chứa khoảng 30-40% các cảnh quay khác nhau từ phiên bản cuối cùng. Sau khi cố gắng thuyết phục Jympson cắt đoạn phim theo cách của ông, Lucas đã thay thế anh ta bằng Paul Hirsch và Richard Chew. Ông cũng cho phép người vợ sau đó của ông, Marcia Lucas, hỗ trợ quá trình biên tập trong khi bà đang biên tập bộ phim New York, New York (1977) với người bạn của Lucas là Martin Scorsese. Richard Chew nhận thấy bộ phim có một nhịp độ chậm rãi và đã bị cắt theo một cách cuốn chiếu: các cảnh quay được diễn ra từ bức ảnh tổng thể rồi được tập trung vào các cảnh gần. Anh thấy rằng tốc độ được quyết định bởi các diễn viên thay vì cách cắt phim. Hirsch và Chew đồng thời làm việc với hai cuộn phim.
Sản phẩm ban đầu của Jympson chứa một lượng lớn cảnh quay khác với bộ phim cuối cùng, bao gồm một số đoạn phim thay thế và một số cảnh sau đó đã bị xóa để cải thiện tốc độ tường thuật của câu chuyện. Việc cắt giảm đáng kể nhất là một loạt các cảnh từ phần đầu tiên của bộ phim phục vụ để giới thiệu nhân vật Luke Skywalker. Những cảnh đầu này, đặt tại Anchorhead trên hành tinh Tatooine, giới thiệu khán giả với cuộc sống hàng ngày của Luke giữa những người bạn của mình rồi bị ảnh hưởng bởi cuộc chiến không gian trên khí quyển của hành tinh; nó cũng giới thiệu nhân vật Biggs Darklighter, người bạn thân nhất của Luke, người khởi hành tham gia vào Cuộc nổi dậy. Chew giải thích lý do đằng sau việc loại bỏ những cảnh quay này như một quyết định sáng suốt: "Trong năm phút đầu tiên, chúng tôi đã đưa ra quá nhiều thông tin mà khán giả không thể xử lý kịp. Có quá nhiều câu chuyện bên lề để giữ cho cốt truyện thẳng: các droid và Công chúa, Vader, Luke. Vì vậy, chúng tôi đã đơn giản hóa nó bằng cách loại Luke và Biggs". Sau khi xem đoạn cắt thô, Alan Ladd đã so sánh những cảnh tại Anchorhead này với " bộ phim American Graffiti trong vũ trụ". Lucas đã tìm cách tăng tốc lời kể chuyện, và loại bỏ những cảnh đầu của Luke khiến cho Star Wars khác biệt với bộ phim tuổi teen trước đó của ông và "khiến cho cái cảm giác gợi nhắc về American Graffiti biến mất". Lucas cũng nói rằng ông muốn chuyển trọng tâm tường thuật sang hai con người máy C-3PO và R2-D2: "Vào thời điểm đó, để nửa giờ đầu của bộ phim chủ yếu tập trung vào lũ robot là một ý tưởng táo bạo."
Trong khi đó, Industrial Light & Magic đang phải vật lộn để đạt được những hiệu ứng đặc biệt chưa từng thấy. Công ty đã dành một nửa ngân sách của mình cho bốn bức ảnh mà Lucas cho là không thể chấp nhận được. Hơn nữa, một loạt tin đồn nổi lên rằng các công nhân tại ILM rất thiếu kỷ luật, buộc Lucas phải can thiệp thường xuyên để đảm bảo rằng họ làm việc đúng tiến độ. Với hàng trăm bức ảnh chưa hoàn thành còn lại, ILM buộc phải hoàn thành công việc của một năm chỉ trong sáu tháng. Lucas đã truyền cảm hứng cho ILM bằng cách chỉnh sửa các cuộc chiến trên không từ các bộ phim chiến tranh cũ, giúp tăng cường nhịp độ của các cảnh quay.
Trong sự hỗn loạn của sản xuất và hậu sản xuất, nhóm đã đưa ra quyết định về lồng tiếng và hiệu ứng âm thanh. Nhà thiết kế âm thanh Ben Burtt đã tạo ra một thư viện âm thanh mà Lucas gọi là "nhạc nền hữu cơ". Âm thanh của súng blaster là một bản ghi âm sửa đổi của một sợi cáp thép, dưới lực căng, bị đập vào. Hiệu ứng âm thanh của gươm ánh sáng được phát triển bởi Burtt như một sự kết hợp giữa tiếng ồn của động cơ trong máy chiếu phim đã cũ và tiếng nhiễu gây ra bởi một bộ truyền hình trên micro không chắc chắn. Burtt phát hiện ttieengs động đó sau này một cách vô tình khi ông đang tìm kiếm một âm thanh ù, phát ra để thêm vào cái tiếng ồn của động cơ. Đối với những tiếng gầm rú của Chewbacca, Burtt ghi lại và kết hợp âm thanh do chó, gấu, sư tử, hổ và hải mã tạo ra để tạo nên các cụm từ và câu. Lucas và Burtt đã tạo ra những giọng nói robot R2-D2 bằng cách lọc giọng nói của họ thông qua một bộ tổng hợp điện tử. Hơi thở của Darth Vader đã đạt khi dùng hơi thở của Burtt thông qua mặt nạ của bộ điều chỉnh lặn được gắn bằng micro.
Vào tháng 2 năm 1977, Lucas trình chiếu một đoạn phim ngắn cho các giám đốc điều hành Fox, một vài người bạn đạo diễn, cùng với Roy Thomas và Howard Chaykin của Marvel Comics, người đang chuẩn bị một cuốn truyện tranh theo chủ đề Star Wars. Bản cắt này có phần văn bản mở đầu khác so với phiên bản hoàn thiện và sử dụng giọng nói của Prowse cho Darth Vader. Nó cũng thiếu các hiệu ứng đặc biệt; mũi tên vẽ bằng tay được thay thế cho các chùm tia của súng la-de, và khi tàu Millennium Falcon chiến đấu với chiến đấu cơ TIE, bộ phim đã được cắt sang cảnh chiến tranh thế giới thứ hai. Những phản ứng của các đạo diễn hiện tại, như Brian De Palma, John Milius, và Steven Spielberg, làm Lucas thất vọng. Spielberg, người đã từng tuyên bố ông là người duy nhất trón sô khán giả lúc đó thích bộ phim này, tin rằng sự thiếu nhiệt tình là do sự thiếu thốn của các hiệu ứng đặc biệt chưa hoàn thành. Lucas sau đó nói rằng nhóm đã phản ứng thành thật và dường như bị bộ phim làm cho bướng bỉnh. Ngược lại, Ladd và các nhà quản lý phòng thu khác yêu thích bộ phim; Gareth Wigan nói với Lucas: "Đây là bộ phim vĩ đại nhất mà tôi từng thấy" và khóc trong buổi công chiếu phim. Lucas thấy điều đó gây sốc và có ích, do ông chưa bao giờ có được sự chấp thuận nào từ các nhà quản trị phòng thu trước đây. Sự chậm trễ đã khiến ngân sách tăng từ 8 triệu đô lên 11 triệu đô.
Với dự án trị giá 2 triệu đô la, Lucas đã buộc phải thực hiện nhiều thỏa hiệp nghệ thuật để hoàn thành Star Wars. Ladd miễn cưỡng đồng ý phát hành thêm 20.000 đô-la tài trợ và vào đầu năm 1977, quay phim giai đoạn hai đã hoàn thành một số cảnh quay chưa hoàn thiện bao gồm các cảnh quay sa mạc của Tatooine ở Thung lũng Chết và Hồ nước Trung Quốc ở California, và các cảnh quay rừng Yavin ở Guatemala, cùng với các cảnh quay bổ sung của trường quay để hoàn thành công đoạn Mos Eisley Cantina. Lucas đã lên kế hoạch để làm lại cảnh đối đầu giữa Han Solo và Jabba người Hutt tại Mos Eisley Spaceport bằng cách kết hợp một mô hình hoạt hình stop-motion của Jabba thay thế diễn viên Declan Mulholland, nhưng với thời gian và tiền bạc đã cạn kiệt, Lucas miễn cưỡng quyết định cắt cảnh này khỏi phim hoàn toàn. Đoạn phim này sau đó được ghép lại trong phiên bản đặc biệt năm 1997 với một phiên bản CGI của nhân vật Jabba.

## Nhạc phim

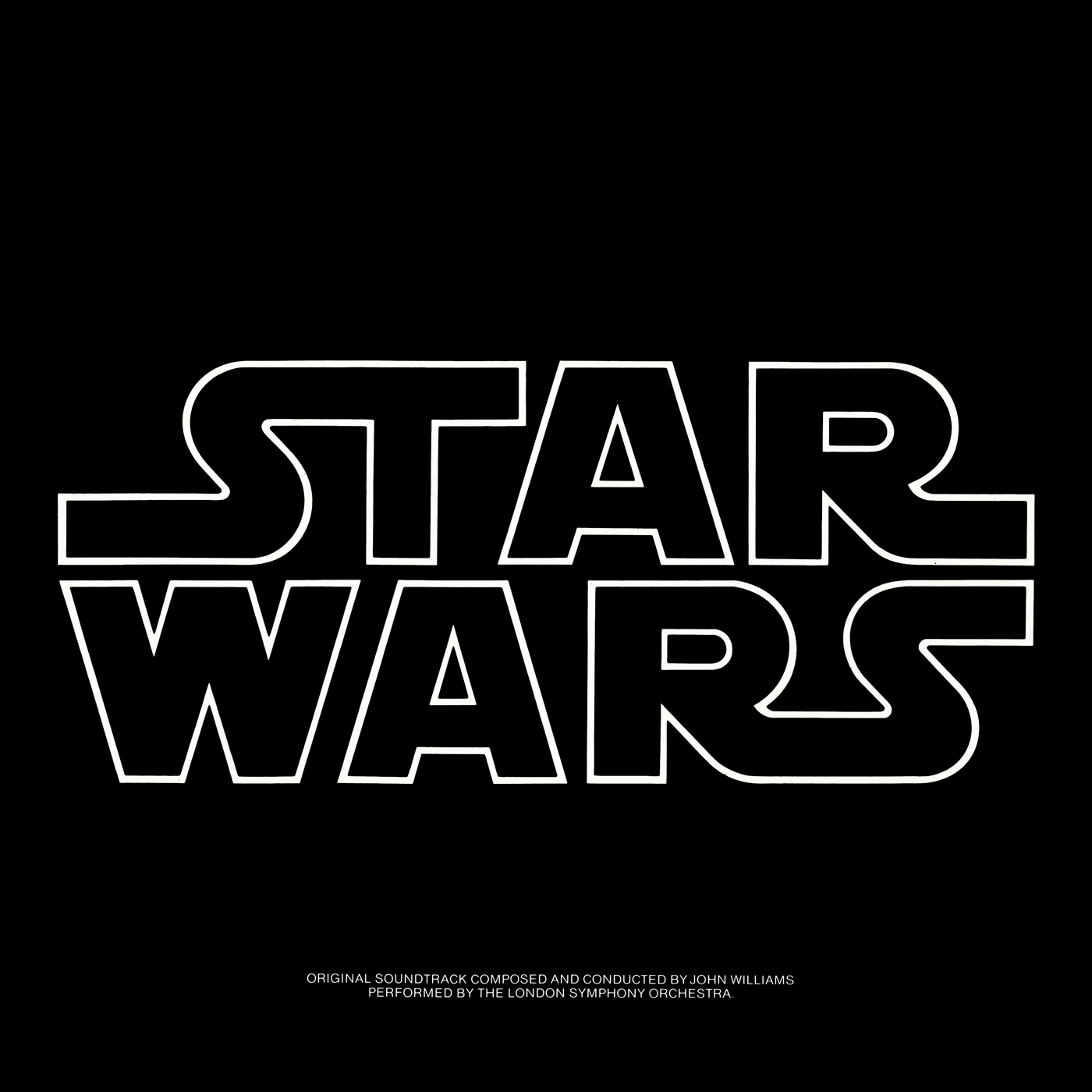
Phiên bản đĩa than gốc được phân phối

Theo lời giới thiệu của người bạn Steven Spielberg, Lucas đã thuê nhà soạn nhạc John Williams. Williams đã làm việc cùng với Spielberg trong bộ phim Hàm cá mập, và ông đã giành được giải Oscar cho nhạc phim. Lucas muốn cảm thấy rằng bộ phim sẽ miêu tả những thế giới xa lạ một cách trực quan, nhưng âm nhạc sẽ mang lại cho khán giả một cảm xúc quen thuộc; ông muốn nhạc phim của Star Wars phải thật hoành tráng, với các nét chủ đạo phải thật khác biệt. Do đó, ông đã tập hợp một số bản nhạc yêu thích của mình cho nhạc nền, cho đến khi Williams thuyết phục ông rằng nhạc phim sẽ độc đáo và thống nhất hơn. Tuy nhiên, có một vài tác phẩm của Williams bị ảnh hưởng bởi những bản nhạc do Lucas tặng cho ông: "Nhạc chủ đề chính" được lấy cảm hứng từ nhạc chủ đề của bộ phim Kings Row năm 1942, do Erich Wolfgang Korngold sáng tác; và ca khúc "Dune Sea of Tatooine" được lấy từ nhạc phim Bicycle Thieves, được sáng tác bởi Alessandro Cicognini.
Vào tháng 3 năm 1977, Williams đã chỉ đạo Dàn nhạc giao hưởng London để thu âm nhạc nền của Star Wars trong 12 ngày. Bản nhạc gốc được phát hành dưới dạng LP đôi vào năm 1977 bởi 20th Century Records. 20th Century Records cũng phát hành The Story of Star Wars cùng năm đó, một bản phát thanh chính kịch được chuyển thể từ bộ phim sử dụng một số bản nhạc, lời đối thoại và hiệu ứng âm thanh gốc. Trong Danh sách các nhạc phim hay nhất của Viện phim Mỹ xếp hạng các bản nhạc phim Star Wars ở vị trí số một.

## Ảnh hưởng của điện ảnh và văn học lên bộ phim
Theo Lucas, các khái niệm khác nhau trong bộ phim được lấy cảm hứng từ nhiều nguồn, chẳng hạn như Beowulf và vua Arthur gán cho nguồn gốc của thần thoại và tôn giáo. Ban đầu Lucas dự định sẽ làm lại các bộ phim Flash Gordon của thập niên 1930, nhưng ông lại không mua lại được bản quyền phim; do đó, ông đã sử dụng một số ý tưởng từ bộ phim The Hidden Fortress năm 1958 của Akira Kurosawa, và The Hero with a Thousand Faces của Joseph Campbell. Star Wars có nhiều yếu tố bắt nguồn từ Flash Gordon, chẳng hạn như cuộc xung đột giữa phe Nổi dậy và Đế chế, gạt chuyển cảnh giữa các đoạn phim, sự hợp nhất của công nghệ tương lai và thần thoại truyền thống, và dòng văn bản mở đầu nổi tiếng bắt đầu mỗi bộ phim. Bộ phim cũng được so sánh với The Wizard of Oz.
Ảnh hưởng của The Hidden Fortress có thể được trông thấy trong mối quan hệ giữa C-3PO và R2-D2, được phát triển từ hai tên tá điền hay cãi nhau, Tahei và Matashichi, và gia huy của một gia đình Nhật trong bộ phim trước có hình dáng giống như biểu tượng huy hiệu của Đế chế. Star Wars cũng vay mượn rất nhiều từ một bộ phim khác của Kurosawa, Yojimbo (1961). Trong cả hai bộ phim, nhiều kẻ cố đe dọa anh hùng chính, khoe khoang về việc họ bị chính quyền truy nã, và một cánh tay bị chặt; Kuwabatake Sanjuro (thể hiện bởi diễn viên Toshiro Mifune) được cho "... hai mươi lăm ryo ngay bây giờ, hai mươi lăm khi bạn hoàn thành nhiệm vụ...", trong khi Han Solo được cho "Hai ngàn ngay bây giờ, cộng với mười lăm khi chúng tôi đến Alderaan." Phần tiếp nối của Yojimbo là Sanjuro (1962) cũng đã truyền cảm hứng cho thủ thuật ẩn dưới sàn tàu được dùng bởi Han trong phim. Một nguồn ảnh hưởng khác là Lawrence xứ Ả Rập (1962), phim mà đã truyền cảm hứng hình ảnh cho Star Wars, bao gồm cả những cảnh quay sa mạc bằng ống kính dài. Ngoài ra còn có những điểm tương đồng theo chủ đề, bao gồm cả cuộc chiến dành tự do của quân nổi dậy chống lại đế chế, và các chính khách can thiệp đằng sau chính trường.
Tatooine có vẻ tương đồng với Arrakis trong loạt tiểu thuyết Dune của Frank Herbert. Arrakis là nguồn duy nhất của một loại gia vị có tên gọi là Melange. Trong bộ phim gốc, Han Solo là một kẻ buôn lậu đã tới mỏ gia vị của Kessel. Trong cuộc trò chuyện tại nhà của Obi-Wan Kenobi, giữa Obi-Wan và Luke, Luke bày tỏ niềm tin rằng cha anh là một hoa tiêu trên một tàu chở hàng gia vị. Những điểm tương đồng khác bao gồm Công chúa Leia và Công chúa Alia, và giữa các thuật điều khiển tâm trí của Jedi và "The Voice", khả năng điều khiển được sử dụng bởi Bene Gesserit. Ngoài ra, chú Owen và dì Beru là "nông dân ẩm"; ở Dune, những người thu gom sương được Fremen sử dụng để "cung cấp một nguồn nước nhỏ nhưng đáng tin cậy." Frank Herbert báo cáo rằng "David Lynch, [đạo diễn bộ phim Dune năm 1984] gặp rắc rối với thực tế rằng Star Wars đã sử dụng hết rất nhiều ý tưởng từ Dune." Cặp đôi tìm thấy "mười sáu điểm danh tính" và họ tính toán rằng "tỷ lệ không trùng với trùng hợp ngẫu nhiên tạo ra một con số lớn hơn số lượng các ngôi sao trong vũ trụ."
Cảnh tấn công Ngôi sao Chết được mô phỏng từ bộ phim The Dam Busters (1955), trong phim các máy bay ném bom của Không quân Hoàng gia Anh Avro Lancaster bay dọc theo các hồ chứa được bảo vệ nghiêm ngặt và thả bom vào đập nước, nhằm làm tê liệt ngành công nghiệp nặng tại Vùng Ruhr của Đức. Một số đoạn hội thoại trong The Dam Busters được lặp lại trong cảnh cao trào của Star Wars; Gilbert Taylor cũng quay các cảnh có hiệu ứng đặc biệt trong The Dam Busters. Ngoài ra, cảnh phim này cũng được lấy cảm hứng từ cao trào của bộ phim 633 Squadron (1964), do Walter Grauman đạo diễn,, trong đó các máy bay de Havilland Mosquitos của RAF tấn công một nhà máy nước nặng của Đức bằng cách bay xuống một vịnh hẹp để oanh tạc tại một điểm xác định, trong khi họ phải tránh súng phòng không và máy bay tiêm kích của Đức. Các đoạn phim từ cả hai bộ phim trên đều được ghép vào bản cắt không chính thức của Lucas.
Trong cảnh mở đầu của Star Wars có một tàu vũ trụ chi tiết lấp đầy màn ảnh, là một gợi nhắc đến cảnh giới thiệu tàu vũ trụ liên hành tinh Discovery One trong bộ phim 1978 của Stanley Kubrick, 2001: A Space Odyssey. Bộ phim khoa học viễn tưởng lớn này đã ảnh hưởng đến phong cách của Star Wars theo nhiều cách khác, bao gồm cả việc sử dụng khoang EVA và hành lang hình lục giác. Ngôi sao Chết có một khoang chứa chiến đấu cơ gợi nhớ về trạm vũ trụ trong phim 2001. Mặc dù có màu vàng và có giới tính nam, C-3PO được lấy cảm hứng từ nữ robot màu bạc tên là Maria, Maschinenmensch (Tiếng Đức cho người máy) từ bộ phim Metropolis (1927) của Fritz Lang.

## Phân đoạn mở đầu
Bộ phim được phát hành năm 1977 với tựa đề "Star Wars". Phụ đề Tập IV và A New Hope chỉ được thêm vào trong các bản phát hành tiếp theo.[86][16] Có nhiều nguồn khác nhau nói về thời điểm các thay đổi này được thêm lần đầu; một số lần ra ngày thay đổi đầu tiên trong bản phát hành ngày 10 tháng 4 năm 1981,[87] trong khi những người khác nghĩ phim được thay đổi sớm hơn nhiều vào bản tái phát hành vào tháng 7 năm 1978.[88] Sự bổ sung phụ đề này nhằm mục đích cho bộ phim xếp cùng hàng với các phần tiếp theo của nó, The Empire Strikes Back, được phát hành năm 1980 với tên gọi "Episode V". Không rõ liệu sự ra đời của quy ước đặt tên nhiều tập là mục đích ban đầu của Lucas hay không, hay đây chỉ là thay đổi cho bản thảo làm lại sau này. Theo một số nguồn, Lucas đã tuyên bố rằng ông đã được Twentieth Century Fox không khuyến khích sử dụng số tập phim trong bộ phim mới vì nó sẽ hay gây nhầm lẫn cho khán giả. Gary Kurtz đã tuyên bố rằng ông và Lucas ban đầu đã cân nhắc việc sử dụng số tập cho Star Wars để mô phỏng số chương được sử dụng trong loạt phim Flash Gordon (1936), nhưng họ không chắc liệu có nên đặt tên phim là tập III, IV hay V. Tuy nhiên, một số bản thảo đầu tiên của Lucas mang tựa đề "Những cuộc phiêu lưu của Starkiller (Tập 1): Chiến tranh giữa các vì sao" (1975) hay "Những cuộc phiêu lưu của Luke Starkiller trích từ Nhật ký Whills: Sử thi I: Chiến tranh giữa các vì sao" (1976).[89][90][91] Bản thảo lần thứ tư sửa đổi kịch bản vào tháng 1 năm 1975 đã để phụ đề "Tập IV - Niềm hy vọng mới - từ Nhật ký Whills" khi xuất bản trong cuốn sách The Art of Star Wars vào năm 1979.

## Quảng bá

Thiết kế biểu trưng Star Wars gốc của Dan Perri

Trong quá trình bộ phim được sản xuất, một biểu trưng đã được đề xuất bởi Dan Perri, một nhà thiết kế trình tự tiêu đề, người đã từng làm việc cho các bộ phim như The Exorcist (1973), Taxi Driver (1976). Perri đã nghĩ ra một lô-gô STAR WARS theo kiểu phối cảnh 3D (chữ to ở trước, chữ nhỏ ở sau) bao gồm các chữ cái viết hoa chứa đầy các ngôi sao, nghiêng và lệch về phía một điểm biến mất. Thiết kế này ban đầu được tạo ra để có cùng một kiểu dáng giống như văn bản mở đầu của phim. Cuối cùng, biểu trưng của Perri không được sử dụng cho chuỗi tiêu đề mở đầu, mặc dù nó được sử dụng rộng rãi trên áp phích quảng cáo trước khi phát hành và tại các rạp chiếu phim.[93][94]
Biểu trưng này này được thiết kế lại bởi Suzy Rice, một giám đốc nghệ thuật trẻ tại cơ quan quảng cáo Seiniger ở Los Angeles. Trong chuyến thăm ILM ở Van Nuys, Rice đã được Lucas hướng dẫn để tạo ra một biểu trưng mới có thể đe dọa người xem, và ông đã yêu cầu biểu trưng xuất hiện "thật phát xít" theo phong cách. Phản ứng của bà là sử dụng kiểu phông chữ Helvetica Black đã sẵn có. Sau một số phản hồi từ Lucas, Rice quyết định hợp hai chữ S và T của STAR và R và S của WARS. Lucas đã ký tên vào biểu trưng này giữa lúc quay phim cho cảnh Mos Eisley Cantina. Gary Kurtz rất ấn tượng với công việc của Rice và chọn thiết kế của bà cho mở đầu của bộ phim, sau khi sửa đổi chữ W, làm phẳng nó hơn là thiết kế nhọn của Rice. Điều này đã tạo ra một trong những biểu trưng dễ nhận biết nhất trong phim ảnh, mặc dù đóng góp của Rice không được ghi nhận trong phim.

## Phát hành

### Công chiếu và phát hành lần đầu
Lucasfilm đã thuê Charles Lippincott làm giám đốc tiếp thị cho Star Wars. Trong khi 20th Century Fox đã hỗ trợ rất ít cho việc tiếp thị bộ phim ngoài việc cấp phép cho áo phông và áp phích, Lippincott buộc phải tìm nơi khác. Ông đã đảm bảo giao dịch với Marvel Comics cho một bộ truyện tranh, và với Del Rey Books cho một cuốn tiểu thuyết. Là một người hâm mộ thể loại khoa học viễn tưởng, anh đã sử dụng các mối liên hệ của mình để quảng bá bộ phim tại San Diego Comic-Con và các diễn đàn khoa học viễn tưởng khác. Lo lắng rằng Star Wars sẽ bị đánh bại bởi các bộ phim mùa hè khác, chẳng hạn như Smokey and the Bandit, 20th Century Fox đã chuyển ngày phát hành của phim vào ngày 25 tháng 5, thứ Tư trước ngày tưởng niệm. Tuy nhiên, ít hơn 40 rạp đã cho phép bộ phim được chiếu. Đáp lại, nhà phim yêu cầu các rạp phải đặt hàng Star Wars nếu họ muốn bộ phim The Other Side of Midnight đang được mong đợi dựa trên tiểu thuyết cùng tên.
-Nhà sản xuất Gary Kurtz, khi ông nhận ra Star Wars đã trở thành một hiện tượng văn hóa
Star Wars ra mắt vào thứ Tư, ngày 25 tháng 5 năm 1977, với ít hơn 32 rạp và 8 rạp nữa vào thứ Năm và thứ Sáu. Kurtz nói vào năm 2002, "Nếu là bây giờ thì sẽ rất nực cười." Phim ngay lập tức phá vỡ kỷ lục phòng vé, trở thành một trong những bộ phim bom tấn đầu tiên, và Fox tăng tốc kế hoạch mở rộng phát hành. Bản thân Lucas không thể dự đoán được Star Wars thành công như thế nào. Sau khi đến thăm bộ phim của Steven Spielberg Close Encounters of the Third Kind, Lucas chắc chắn Close Encounters sẽ vượt trội hơn Star Wars chưa được phát hành tại phòng vé. Spielberg không đồng ý, và cảm thấy Star Wars sẽ là bản hit lớn hơn. Lucas đề nghị họ trao đổi 2,5% lợi nhuận cho các bộ phim của nhau; Spielberg đã giao dịch và vẫn nhận được 2,5% lợi nhuận từ Star Wars.
Fox ban đầu đã nghi ngờ về việc nếu Star Wars nổi lên thành công. The Other Side of Midnight được coi là phim mùa hè lớn nhất của hãng lúc bấy giờ, trong khi phim của Lucas được coi là "phim hạng B" với các chủ rạp trên toàn quốc. Trong khi Fox yêu cầu Rạp Grauman's Chinese, hãng phim hứa rằng bộ phim chỉ cần hai tuần. Lo sợ rằng bộ phim sẽ thất bại, Lucas đã lên kế hoạch đi Hawaii với vợ là Marcia. Đã quên rằng bộ phim sẽ ra mắt ngày hôm đó, [103] anh dành phần lớn thứ tư trong một phòng thu âm ở Los Angeles. Khi Lucas đi ăn trưa với Marcia, họ gặp một hàng dài người dọc theo vỉa hè dẫn đến Rạp Grauman's Chinese, chờ xem Star Wars. Ông vẫn hoài nghi về thành công của bộ phim mặc dù Ladd và các báo cáo nhiệt tình của hãng phim. Trong khi ở Hawaii, không phải cho đến khi ông xem Walter Cronkite thảo luận về đám đông khổng lồ của Star Wars trên kênh CBS Evening News thì Lucas nhận ra rằng ông đã trở nên rất giàu có (Francis Ford Coppola, người cần tiền để hoàn thành phim Apocalypse Now, gửi một bức điện đến Lucas tại khách sạn xin ông tiền tài trợ).[103] Ngay cả các thành viên đoàn kỹ thuật, chẳng hạn như người hóa trang, đã được yêu cầu chữ ký, và các diễn viên đã trở thành nhiều tên hộ gia đình; khi Ford đến thăm một cửa hàng thu âm để mua một album, người hâm mộ nhiệt tình đã xé một nửa áo của họ.
Bộ phim là một thành công lớn cho 20th Century Fox, và đã được ghi nhận là sẽ làm sống lại công ty. Trong vòng ba tuần sau khi bộ phim được phát hành, giá cổ phiếu của hãng đã tăng gấp đôi lên mức cao kỷ lục. Trước năm 1977, lợi nhuận hàng năm lớn nhất của 20th Century Fox là 37 triệu USD, trong khi năm 1977, công ty phá vỡ kỷ lục đó bằng cách tăng lợi nhuận lên 79 triệu USD. Mặc dù tính trung lập văn hóa của bộ phim đã giúp nó đạt được thành công quốc tế, Ladd trở nên lo lắng trong buổi ra mắt tại Nhật Bản. Sau buổi chiếu, khán giả im lặng, khiến anh sợ rằng bộ phim sẽ không thành công. Ladd được trấn an bởi những người địa phương rằng đây là một phản ứng tích cực khi xem phim ở Nhật Bản, sự im lặng là vinh dự lớn nhất đối với một bộ phim, và sự trở lại của phòng vé mạnh mẽ đã khẳng định sự nổi tiếng của nó.
Sau hai tuần công chiếu, phim Sorcerer của William Friedkin thay thế Star Wars tại Rạp Grauman's Chinese vì các nghĩa vụ theo hợp đồng; rạp phim đã chuyển bộ phim đến một vị trí ít uy tín sau khi nhanh chóng cải tạo nó. Khi Star Wars mở màn lần thứ hai chưa từng có tại rạp này vào ngày 3 tháng 8 năm 1977, sau khi Sorcerer thất bại, hàng ngàn người đã tham dự một buổi lễ, trong đó C-3PO, R2-D2 và Darth Vader đặt dấu chân của họ trong sân khấu của nhà hát. Vào thời điểm đó Star Wars đã chiếu ở 1.096 rạp ở Mỹ. Khoảng hơn 60 rạp đã chiếu phim liên tục hơn một năm, vào năm 1978, Lucasfilm đã phân phát áp phích "Bánh sinh nhật" đến các rạp cho các sự kiện đặc biệt vào ngày 25 tháng 5, kỷ niệm một năm phát hành phim. Star Wars ra mắt tại Anh vào ngày 27 tháng 12 năm 1977. Các báo cáo tin tức về sự nổi tiếng của bộ phim ở Mỹ đã tạo ra những đoàn người dài chờ đợi phim tại hai rạp chiếu phim ở London đầu tiên chiếu bộ phim; nó đã có mặt ở 12 thành phố lớn vào tháng 1 năm 1978 và các rạp chiếu phim khác ở Luân Đôn vào tháng 2.

### Tái phát hành

Áp phích tái phát hành Phiến bản đặc biệt của bộ phim năm 1997 (thiết kế bởi Drew Struzan)

Star Wars được tái phát hành vào năm 1978, 1979, 1981 và 1982. Sau khi ILM sử dụng hiệu ứng máy tính tạo ra cho bộ phim Công viên kỷ Jura năm 1993 của Steven Spielberg, Lucas tuyên bố rằng công nghệ kỹ thuật số đã bắt kịp "tầm nhìn ban đầu" của ông cho Star Wars. Tại kỷ niệm 20 năm công chiếu của bộ phim vào năm 1997, Star Wars đã được tái tạo kỹ thuật số và tái phát hành cho các rạp chiếu phim, cùng với The Empire Strikes Back và Return of the Jedi, dưới tên chiến dịch Bộ ba Star Wars: Phiên bản đặc biệt. Phiên bản này của bộ phim có thời lượng là 124 phút.
Phiên bản đặc biệt chứa các cảnh quay chưa thể thực hiện được trong bản phát hành gốc do các ràng buộc về tài chính, công nghệ và thời gian; một trong các cảnh như vậy có chứa một cuộc gặp giữa Han Solo và Jabba người Hutt.[5] Quá trình tạo ra các hiệu ứng hình ảnh mới cho Star Wars đã được giới thiệu trong bộ phim tài liệu, Special Effects: Anything Can Happen, do nhà thiết kế âm thanh cho Star Wars, Ben Burtt đạo diễn.[109] Mặc dù hầu hết các thay đổi là nhỏ hoặc mang tính thẩm mỹ, nhiều người hâm mộ và các nhà phê bình tin rằng Lucas đã làm suy thoái bộ phim với các bổ sung này.[110] [111][112][113] Một sự thay đổi đặc biệt gây tranh cãi trong đó thợ săn tiền thưởng Greedo bắn phát súng đầu tiên khi đối đầu với Han Solo đã truyền cảm hứng cho áo phông mang nhãn hiệu "Han Shot First" (Han bắn trước).

### Phương tiện tại gia
Tại Hoa Kỳ, Pháp, Đức, Ý và Nhật Bản, một phần hoặc toàn bộ bộ phim được phát hành trên phim điện ảnh Super 8.[121] Toàn bộ bộ phim được phát hành cho tất cả các nước này (bao gồm cả ấn bản phim câm và ấn bản tiếng Tây Ban Nha), ngoại trừ Ý, nơi được phát hành thành 7 cảnh ngắn: Battaglia spaziale ("Trận chiến không gian", trận Yavin), Duello col laser ("Đấu kiếm laser",[122] trận đấu của Obi-Wan và Darth Vader), La liberazione di Leia ("Giải phóng Leia", cuộc phiêu lưu trên Ngôi sao Chết), Messaggio dallo spazio ("Thông điệp từ không gian", Leia đưa bản kế hoạch cho R2-D2), SOS nella galassia ("SOS trong thiên hà") và Trappola mortale ("cái bẫy chết người").
Star Wars ra mắt các phiên bản trên Betamax,[123] CED,[124] Đĩa lade, [125] Video 2000 và VHS [126] [127] giữa những năm 1980 và 1990 bởi CBS/Fox Video. Vấn đề cuối cùng của bản phát hành gốc (trước Phiên bản đặc biệt) sang định dạng VHS diễn ra vào năm 1995, như là một phần của chiến dịch "Cơ hội cuối cùng để sở hữu bản gốc", có sẵn như là một phần của bộ ba phim và là được bán độc lập.[128] Bộ phim được phát hành lần đầu tiên trên đĩa DVD vào ngày 21 tháng 9 năm 2004, trong cùng một bộ với The Empire Strikes Back, Return of the Jedi, và một đĩa tặng có tài liệu bổ sung. Các bộ phim được phục hồi kỹ thuật số và điều chỉnh, và nhiều thay đổi đã được thực hiện bởi George Lucas. Phiên bản DVD có một bài bình luận từ Lucas, Ben Burtt, Dennis Muren, và Carrie Fisher. Đĩa thêm có chứa bộ phim tài liệu tên là Empire of Dreams: The Story of the Star Wars Trilogy, ba đoạn giới thiệu, teaser, trailer của phim, các TV spot, ảnh tĩnh, một bản xem trước độc quyền của Tập III: Revenge of the Sith, bản demo Xbox của trò chơi Star Wars: Battlefront của LucasArts và một bộ phim tài liệu "Making Of" của trò chơi dựa trên Tập III.[129] Bộ phim đã được phát hành lại vào tháng 12 năm 2005 như là một phần của bộ ba phiên bản giới hạn đóng hộp mà không có đĩa thêm.
Bộ ba phim được phát hành lại trên các đĩa DVD có hai phiên bản giới hạn riêng biệt từ ngày 12 tháng 9 đến ngày 31 tháng 12 năm 2006, và một lần nữa trong hộp đủ bộ có ấn bản giới hạn vào ngày 4 tháng 11 năm 2008; bộ phim gốc không chỉnh sửa là tài liệu thêm. Bản phát hành nhận nhiều lời chỉ trích vì phiên bản không thay đổi của phim thực chất được lấy từ phiên bản LaserDiscts năm 1993 mà không được cải tiến về các tiêu chuẩn video hiện đại. Việc chuyển giao đã dẫn đến các vấn đề về màu sắc và hình ảnh kỹ thuật số.[132]
Tất cả sáu bộ phim Star Wars được phát hành bởi 20th Century Fox Home Entertainment trên đĩa Blu-ray vào ngày 16 tháng 9 năm 2011 trong ba phiên bản khác nhau, với A New Hope có sẵn trong cả bộ ba bộ ba gốc [133] [134] và năm bộ phim khác chỉ có trong Star Wars: The Complete Saga, bao gồm chín đĩa và hơn 40 giờ phim tài liệu về hiệu ứng đặc biệt.[135] Các phiên bản ở rạp ban đầu của bộ phim không được bao gồm trong bộ hộp; tuy nhiên, các bản sửa đổi mới của bộ ba năm 2011 đã bị rò rỉ một tháng trước khi phát hành, gây tranh cãi về những thay đổi mới được thực hiện cho những bộ phim này và gây ra một sự phản đối trực tuyến chống lại Lucas.
Vào ngày 7 tháng 4 năm 2015, Walt Disney Studios, 20th Century Fox và Lucasfilm đã công bố các bản phát hành kỹ thuật số của sáu bộ phim Star Wars được phát hành. Fox phát hành A New Hope để tải xuống kỹ thuật số vào ngày 10 tháng 4 năm 2015 và Walt Disney Studios Home Entertainment phát hành năm bộ phim khác
Vào tháng 12 năm 2016, một cuộc phỏng vấn được thực hiện bởi đạo diễn phim Rogue One: Star Wars ngoại truyện Gareth Edwards tiết lộ rằng Lucasfilm gần đây đã hoàn thành việc khôi phục 4K các bộ phim, nhưng không giải thích liệu phiên bản đã khôi phục có dựa trên bản gốc năm 1977 hay bản chỉnh sửa.

### Phát hành 3D
Trong năm 2010, George Lucas đã thông báo rằng tất cả sáu bộ phim Star Wars được phát hành trước đó sẽ được quét và chuyển sang 3D, với một bản phát hành tại rạp tương ứng. Bóng ma đe dọa là bộ phim đầu tiên của những bộ phim 3D này và được phát hành vào năm 2012. Tuy nhiên, do Thần lực thức tỉnh, Lucas đã trì hoãn việc phát hành các phần còn lại của câu chuyện. Trong khi cả hai phim, Cuộc tấn công của người vô tính và Sự báo thù của người Sith phiên bản 3D đã được trình chiếu tại Lễ kỷ niệm Star Wars 2013 và 2015, Lucas chưa bao giờ phát hành bộ ba gốc 3D trước khi Disney mua lại nhượng quyền thương mại vào tháng 12 năm 2012.

## Đón nhận

### Phòng vé
Star Wars là một trong những bộ phim thành công nhất về mặt thương mại của mọi thời đại. Bộ phim đã khởi chiếu vào thứ Tư tại 32 rạp rồi được mở rộng tới 43 rạp vào thứ Sáu và 2.556.418 đô la trong sáu ngày đầu tiên cho đến cuối tuần lễ Tưởng niệm[151] ($10.3 triệu nếu tính theo giá trị 2017). Sau đó nhiều phòng chiếu khác cũng bắt đầu chiếu thêm, doanh thu tăng thêm $7 triệu khi các tuần công chiếu rộng rãi gần đến ($28,3 triệu nếu tính theo giá trị năm 2017).[3] Nó thay thế Hàm cá mập và trở thành bộ phim có doanh thu cao nhất ở Bắc Mỹ chỉ sau 6 tháng phát hành,[152] cuối cùng kiếm được hơn $220 triệu ($890 triệu nếu tính theo giá trị năm 2017).[153] Chiến tranh giữa các vì sao bắt đầu phát hành quốc tế vào cuối năm đó và vào năm 1978 đã thêm kỷ lục thế giới cùng với kỷ lục quốc nội,[154] kiếm được tổng cộng $410 triệu. [155]
Vào ngày 21 tháng 7 năm 1978 trong khi vẫn đang lưu hành tại 38 rạp ở Hoa Kỳ, bộ phim đã mở rộng thành một bản phát hành bão hòa tại 1744 rạp chiếu quốc gia và lập kỷ lục mới tại Mỹ vào cuối tuần là $10,202,726.[156][157][158] Tổng doanh thu trước khi phân phối rộng rãi là $221,280,994. Việc mở rộng này đã thêm $43,774,911 vào tổng doanh thu của nó lên $265,055,905. Phát hành lại vào năm 1979 ($22,455,262), năm 1981 ($17,247,363) và năm 1982 ($ 17,981,612) đã tích lũy và tăng doanh thu Hoa Kỳ và Canada lên $323 triệu,[159][160] và mở rộng tổng thu nhập của nó lên $530 triệu.[161] Bộ phim vẫn giữ vị trí doanh thu cao nhất mọi thời đại cho đến khi E.T. Extra-Terrestrial phá vỡ kỷ lục đó vào năm 1983.[162]
Phiên bản Đặc biệt được phát hành vào năm 1997 là lần tái phát hành có doanh thu cao nhất mọi thời đại với tổng doanh thu là $138,3 triệu, nâng tổng doanh thu của nó ở Hoa Kỳ và Canada lên $460.998.007, giành lại vị trí quán quân mọi thời đại.[206][3][207][208] Trên bình diện quốc tế, đợt tái phát hành thu về 117,2 triệu đô, với 26 triệu đô từ Vương quốc Anh và 15 triệu đô từ Nhật Bản.[198] Tổng cộng, bộ phim đã thu về hơn 775 triệu đô trên toàn thế giới.[3]
Được điều chỉnh theo lạm phát, phim đã kiếm được hơn 2,5 tỷ đô trên toàn thế giới theo giá năm 2011,[209] được xếp hạng là phim có doanh thu cao thứ ba vào thời điểm đó, theo Sách Kỷ lục Thế giới Guinness.[210] Tại phòng vé Bắc Mỹ, nó đứng thứ hai sau Cuốn theo chiều gió trong danh sách đã điều chỉnh lạm phát.[211]

### Phê bình
Bộ phim đã nhận được sự hoan nghênh của giới phê bình khi phát hành. Trong bài đánh giá năm 1977 của ông, Roger Ebert của tờ Chicago Sun-Times gọi bộ phim là "trải nghiệm ngoài cơ thể", so sánh các hiệu ứng đặc biệt của nó với hiệu ứng đặc biệt của 2001: A Space Odyssey và cho rằng sức mạnh thực sự của bộ phim là ở "câu chuyện thuần túy."[212] Vincent Canby của tờ The New York Times gọi nó là "bộ phim sẽ giải trí cho rất nhiều người dân đương đại, những người có yếu điểm cho phong cách gần như được nghi thức hóa của cuộc phiêu lưu truyện tranh" và "bộ phim công phu nhất, đắt đỏ nhất, tuyệt đẹp nhất từng được thực hiện."[213] AD Murphy của Variety mô tả bộ phim rất "tráng lệ" và nói rằng George Lucas đã thành công trong nỗ lực tạo ra "bộ phim phiêu lưu giả tưởng lớn nhất có thể" dựa trên các bộ phim dài tập và sử thi hành động cũ hơn từ thời thơ ấu của ông ấy.[214] Viết cho tờ The Washington Post, Gary Arnold đánh giá tích cực về bộ phim, viết rằng bộ phim "là một tác phẩm kinh điển mới trong truyền thống điện ảnh sôi nổi: một bộ phim anh hùng swashbuckler không gian."[215] Tuy nhiên, bộ phim vẫn vấp phải một số bình luận gièm pha: Pauline Kael của The New Yorker chỉ trích Star Wars, viết rằng "không có hơi thở trong bức tranh, không có chất trữ tình", và không có "ghìm kẹp cảm xúc".[216] John Simon của tạp chí New York viết, "Lột bỏ Star Wars với những hiệu ứng hình ảnh và biệt ngữ khoa học khoa trương của nó, và bạn sẽ có được một câu chuyện, các nhân vật và cuộc đối thoại vô cùng tầm thường."[217] Stanley Kauffmann của The New Republic, cho rằng nó "được làm cho (đặc biệt là nam giới)-những người mang theo một ngôi đền di động thời niên thiếu của họ-một chén thánh của Bản thân Tốt hơn Trước đây, trước khi các vấn đề của thế giới hoặc tình dục xâm nhập vào."[218]
Khi Star Wars khởi chiếu ở Anh, nói rằng các phim trước của Lucas hay hơn, Derek Malcolm của The Guardian kết luận rằng nó "chơi đủ trò để thỏa mãn những người sành sỏi nhất."[219] Phóng viên khoa học Adrian Berry của Daily Telegraph nói rằng Star Wars "là bộ phim hay nhất kể từ bộ phim 2001 và ở khía cạnh nào đó, nó là một trong những bộ phim thú vị nhất từng được thực hiện. Ông mô tả cốt truyện rất "không giả tạo một 'thông điệp" nào. "[220] Một số nhà phê bình nhận thấy không có nhân vật người Mỹ gốc Phi trong thể loại fantasy không gian, một nhà văn của "New Journal and Guide" gọi nó là" một trong số những bộ phim phân biệt chủng tộc nhất từng được sản xuất", chỉ ra rằng "thế lực của cái ác... mặc đồ đen và có giọng nói của một người da đen."[221] Lucas cảm thấy bị tổn thương trước những lời cáo buộc vô lý này.[222]